# Romanico pisano

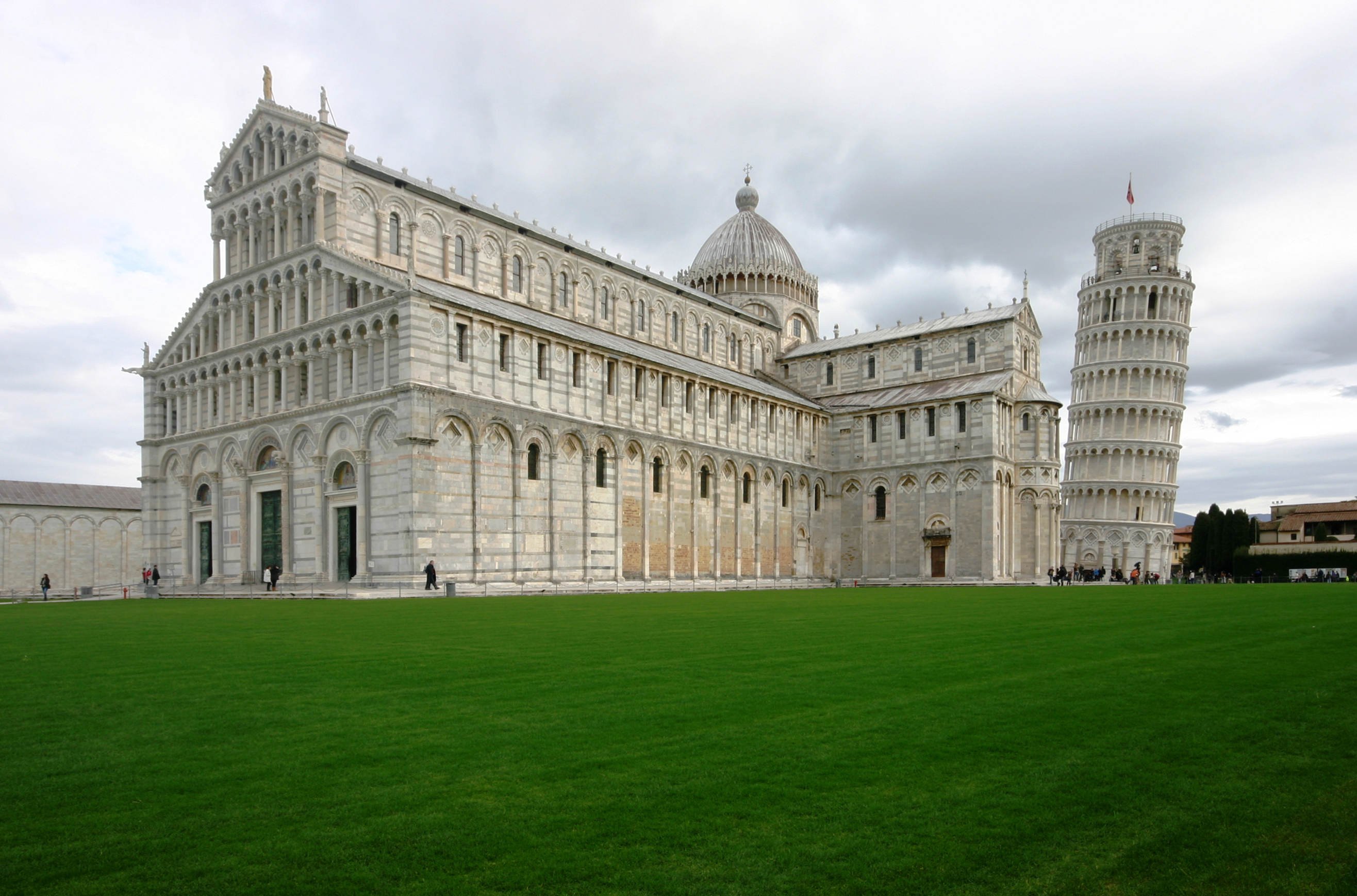
Piazza dei Miracoli a Pisa

Il romanico pisano è lo stile architettonico romanico che si sviluppò a Pisa a partire dalla fine del X secolo e che fu esportato in una vasta area di influenza al tempo in cui la città era una potente Repubblica Marinara, dalla seconda metà dell'XI alla prima del XIII secolo.
La cultura del romanico pisano si sviluppò soprattutto nei cantieri di Piazza del Duomo, anche se alcuni elementi stilistici erano ravvisabili anche precedentemente, e da lì si irradiò ad altri progetti cittadini, ai territori controllati dalla Repubblica di Pisa (Corsica e Sardegna comprese) e alla Toscana, soprattutto la fascia settentrionale da Lucca fino a Pistoia.

## Architettura

### Le origini

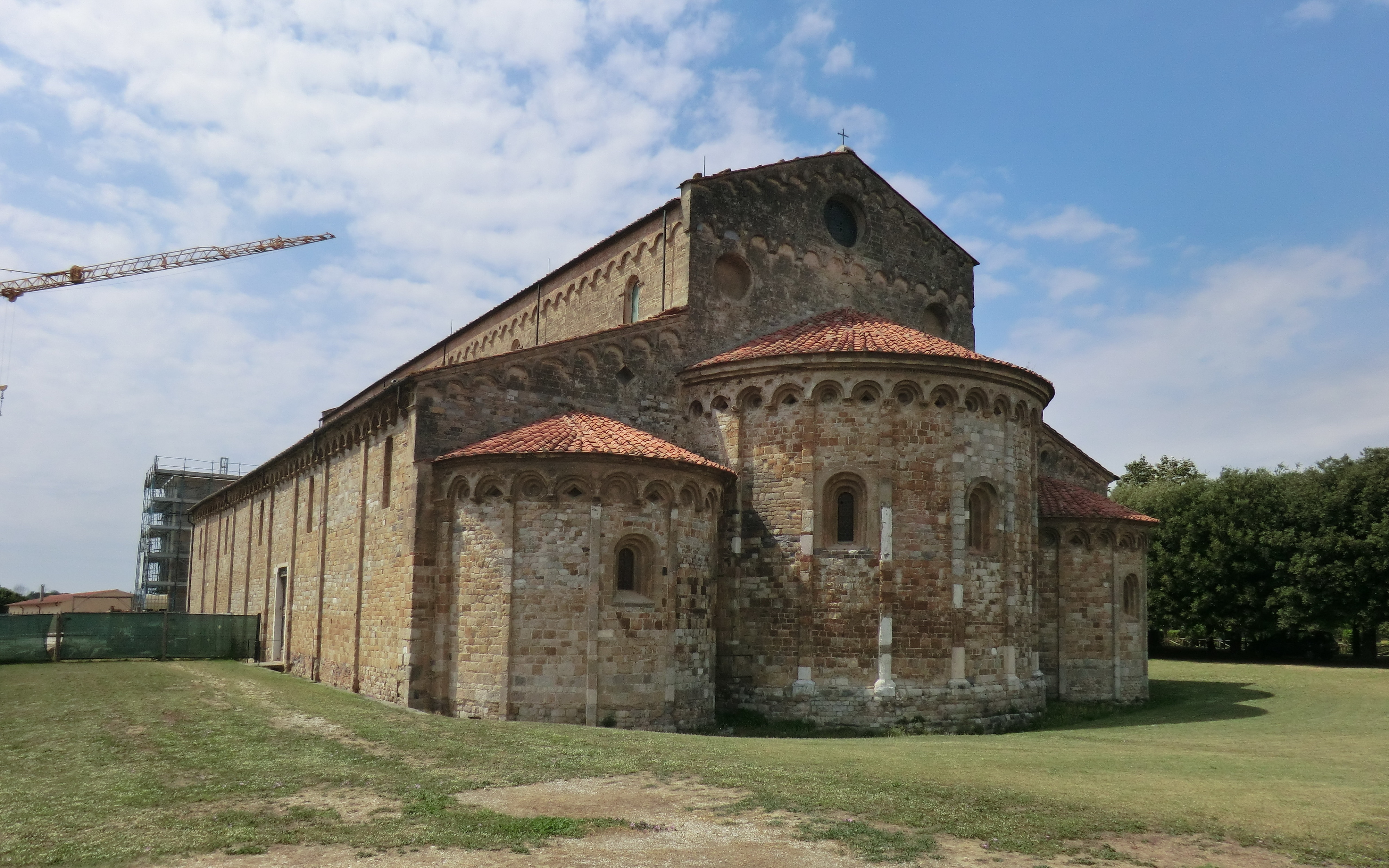
Chiesa di San Pietro in Grado nei pressi di Pisa, absidi e fianco destro

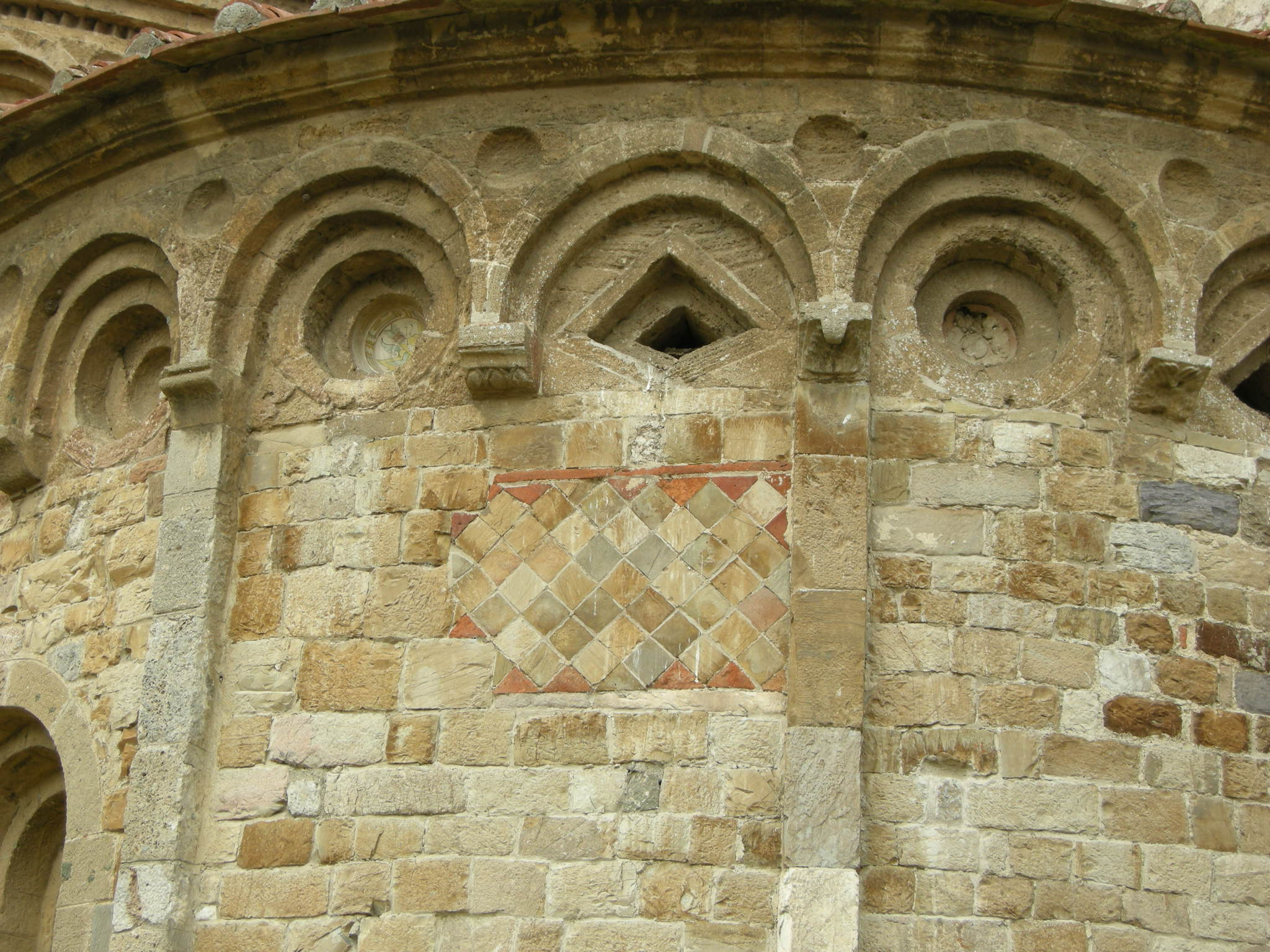
Basilica di San Pietro Apostolo a San Piero in Grado, dettaglio dell'abside

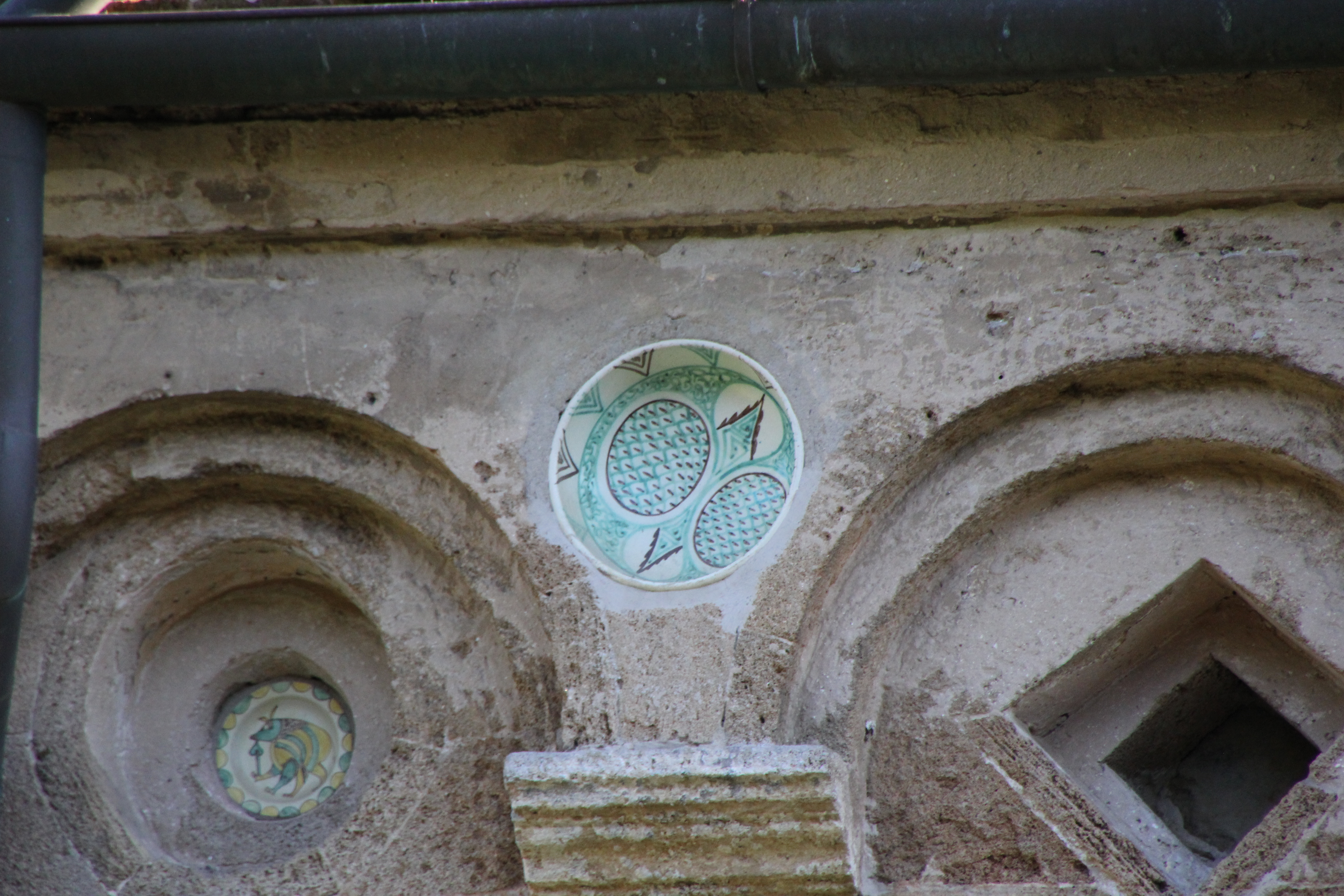
Basilica di San Pietro Apostolo a San Piero in Grado, dettaglio del fianco sinistro

Le origini del romanico pisano vanno ricercate in alcune chiese costruite prima o durante il duomo di Pisa (iniziato nel 1063), in un periodo in cui quest’ultimo non rappresentava ancora il suo più importante riferimento e nucleo di diffusione. Tra queste c’è sicuramente la Basilica di San Pietro a Grado, iniziata nel terzo quarto del X secolo e terminata nell’XI secolo. I fianchi e le tre absidi (la facciata è più tarda) mostrano un paramento di laterizi e pietra sbozzata con una decorazione continua di piccoli archetti ciechi, monofore e lesene (queste ultime più frequenti sulle absidi, più rade nei fianchi, assenti in alto). Nelle absidi e sul fianco sinistro gli archi racchiudono oculi o losanghe di piccole dimensioni (quelli dettati più tardi dalla Cattedrale di Pisa sono più grandi). Gli archetti sono fiancheggiati quasi ovunque da altri piccoli oculi che, soprattutto nel fianco sinistro, sono spesso riempiti da bacini di ceramica islamica e pisana (copie, gli originali sono al Museo di San Matteo).
Sono questi gli elementi distintivi del primo stile romanico pisano che ritroviamo, in misura più o meno estesa e diversificata, anche nella parte inferiore dell’abside della chiesa di Santa Cristina (X-XI secolo, il resto è del XIX secolo), nei fianchi e sul retro della chiesa di Sant'Andrea Forisportam (XI secolo, la facciata è invece del XII secolo) e nella chiesa di San Sisto (costruita a partire dal 1087), tutte nel centro di Pisa.

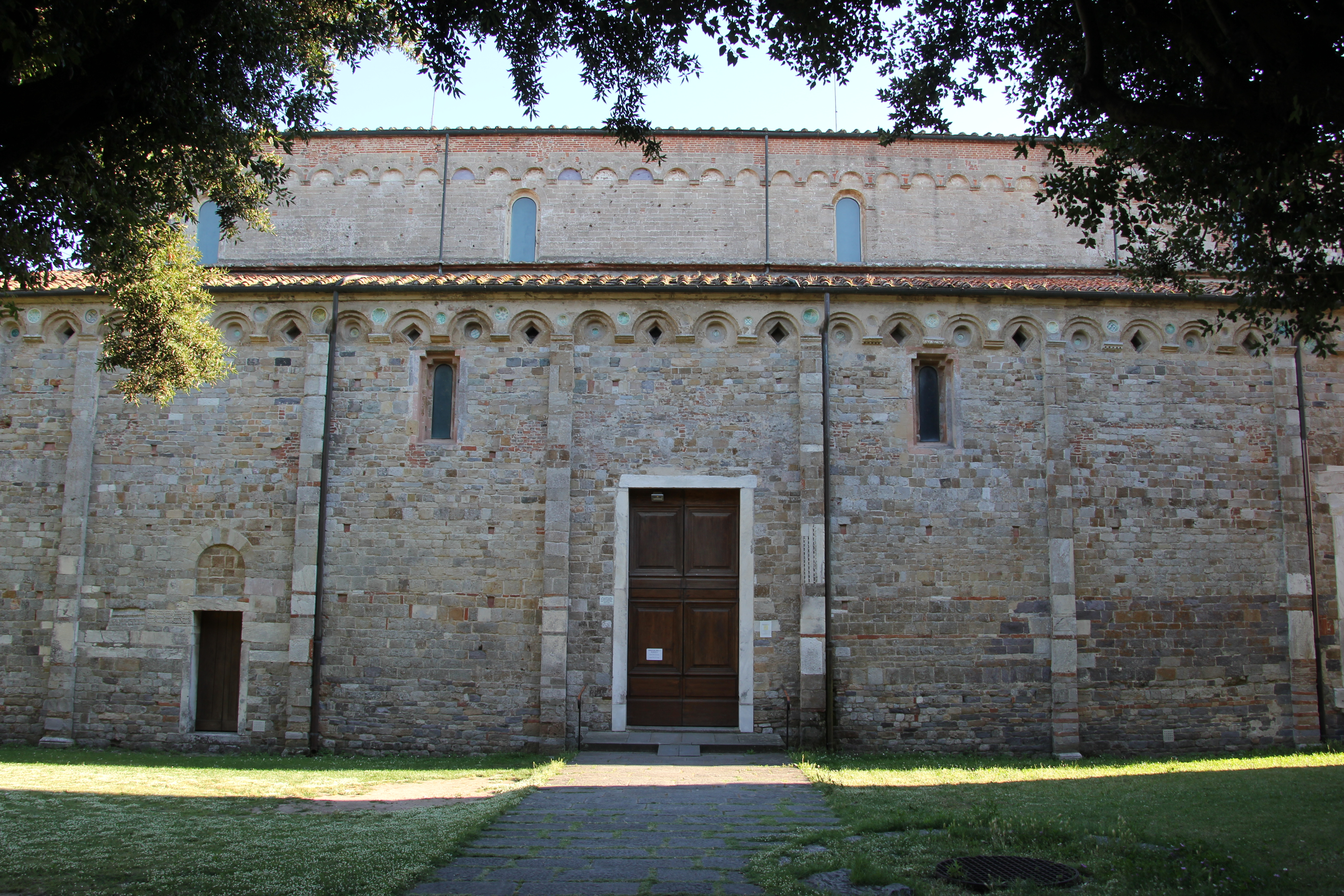
Basilica di San Pietro Apostolo a San Piero in Grado, fianco sinistro
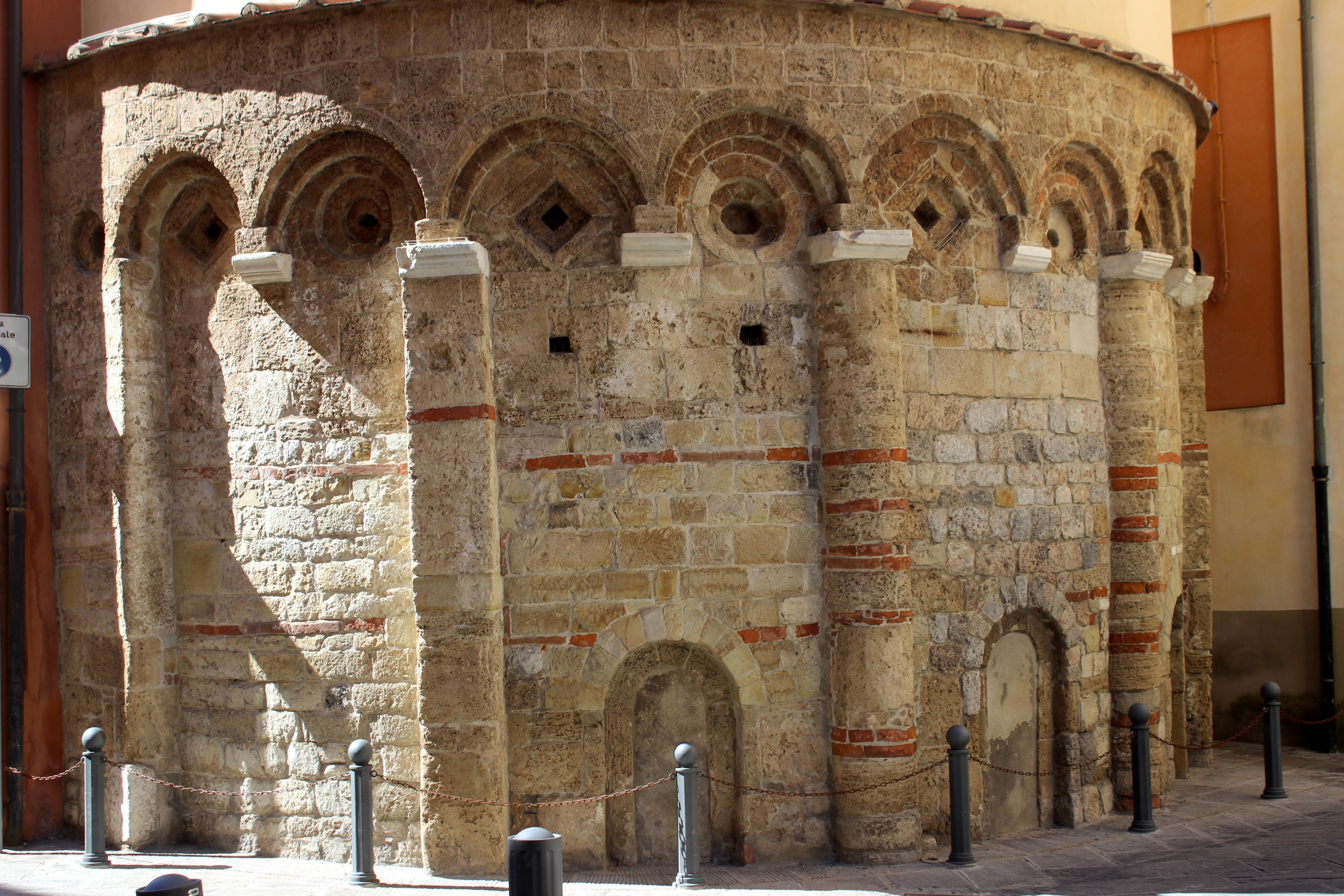
chiesa di Santa Cristina a Pisa, abside inferiore
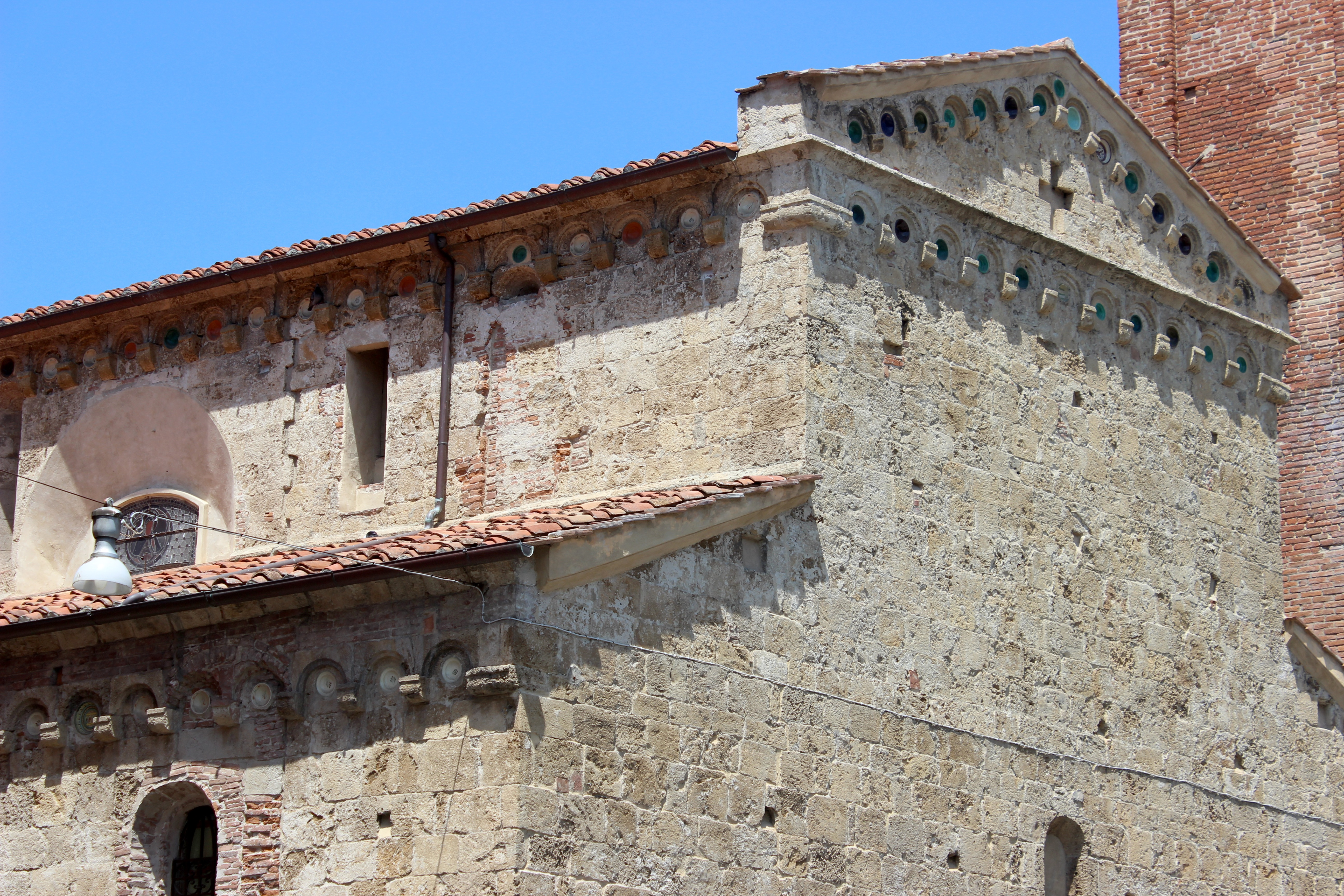
Chiesa di Sant'Andrea Forisportam a Pisa, retro e fianco destro
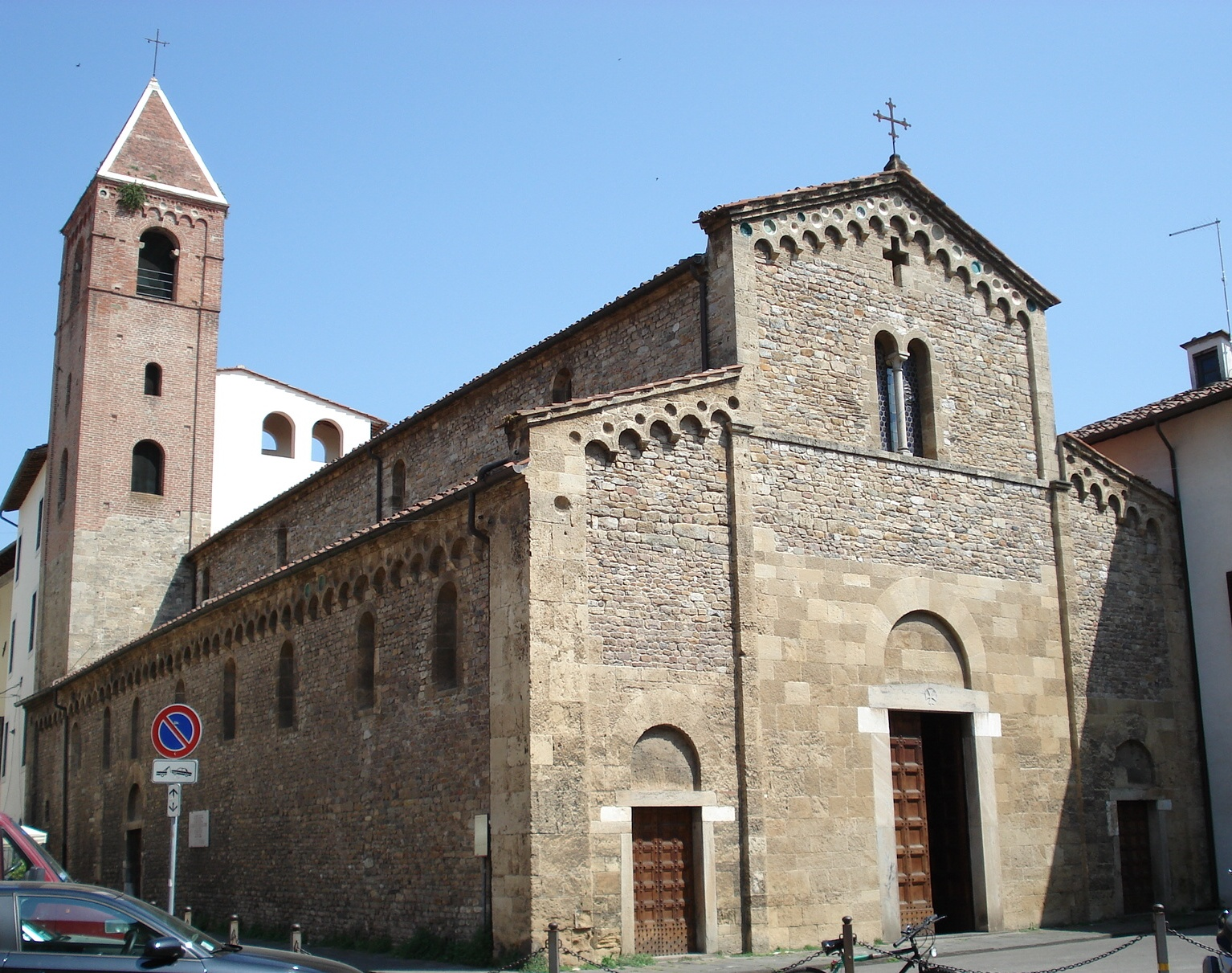
Chiesa di San Sisto a Pisa, facciata e fianco sinistro

### Il Duomo di Pisa, prima della facciata

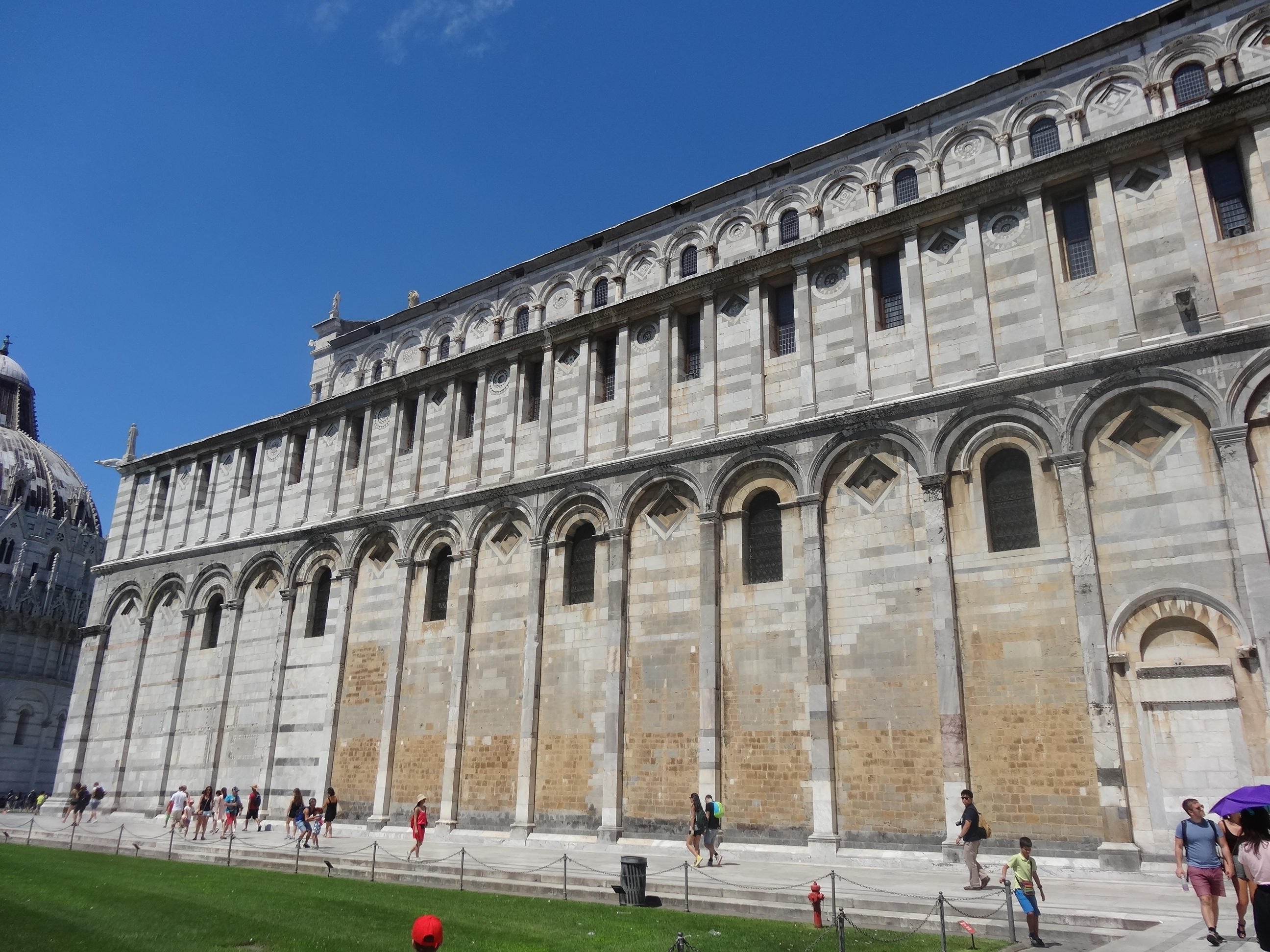
Fianco destro (sud) del Duomo di Pisa

La Primaziale di Pisa rappresenta la più grande chiesa romanica della Toscana ed una delle più mirabili realizzazioni medioevali d'Europa. Fu indubbiamente il centro di divulgazione ed ispirazione dello stile romanico pisano nell'architettura. Iniziato nel 1063 da Buscheto, venne consacrato nel 1118, ma la sua facciata fu realizzata nel XII secolo da Rainaldo, a partire dalla morte di Buscheto intorno al 1110, secondo alcuni, o intorno all'anno 1140, secondo altri. Negli apparati architettonici esterni, lo stile del romanico pisano si consolida quindi dai fianchi del duomo (escluse le prime tre campate, pure realizzate nel XII secolo e riconoscibili esternamente dalla bicromia marmorea più spiccata), nel transetto e nell'abside, le uniche strutture realizzate a cavallo tra XI secolo e XII secolo e quindi visibili ai vari architetti che misero in cantiere la costruzione di altre chiese a Pisa e dintorni sul finire dell'XI secolo o successivamente.

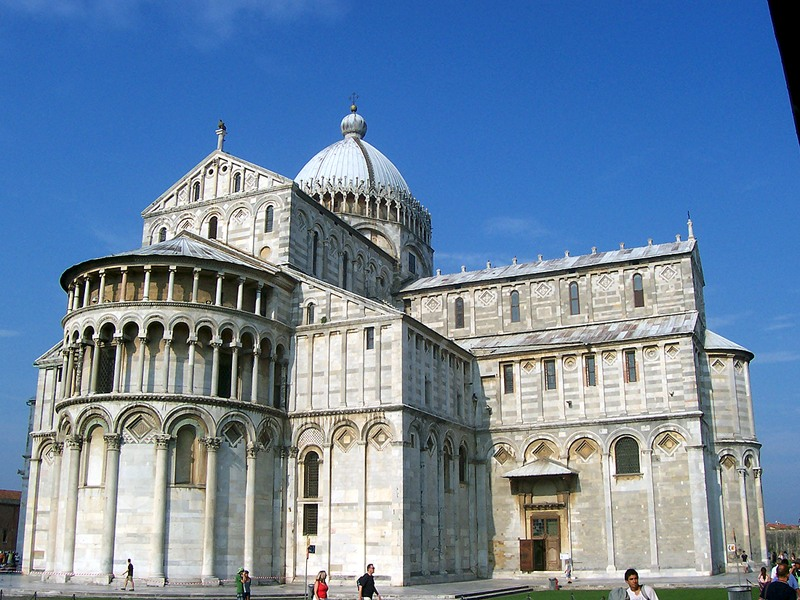
Abside e transetto nord del Duomo di Pisa

In queste porzioni esterne l'apparato decorativo è sostanzialmente uniforme ed è costituito da serie continue di grandi archi ciechi su più piani e poggianti su sottili lesene; negli archi si alternano oculi o losanghe (più grandi di quelle delle prime chiese pisane) alternati a piccole ma profonde monofore. Nell'abside gli archi acquistano profondità, formando delle gallerie schermate da esili colonne. Un'altra caratteristica tipica del romanico pisano è l'uso della bicromia alternando fasce di marmo bianco a fasce di pietre più scure, derivata da modelli della Spagna musulmana: nel duomo di Pisa il contrasto col grigio chiaro del verrucano è molto lieve, mentre in altre zone venne impiegato lo scuro marmo verde serpentino (a Pistoia) o altre tipologie petrografiche (in Sardegna e in Corsica) ottenendo un vibrante ricamo architettonico.

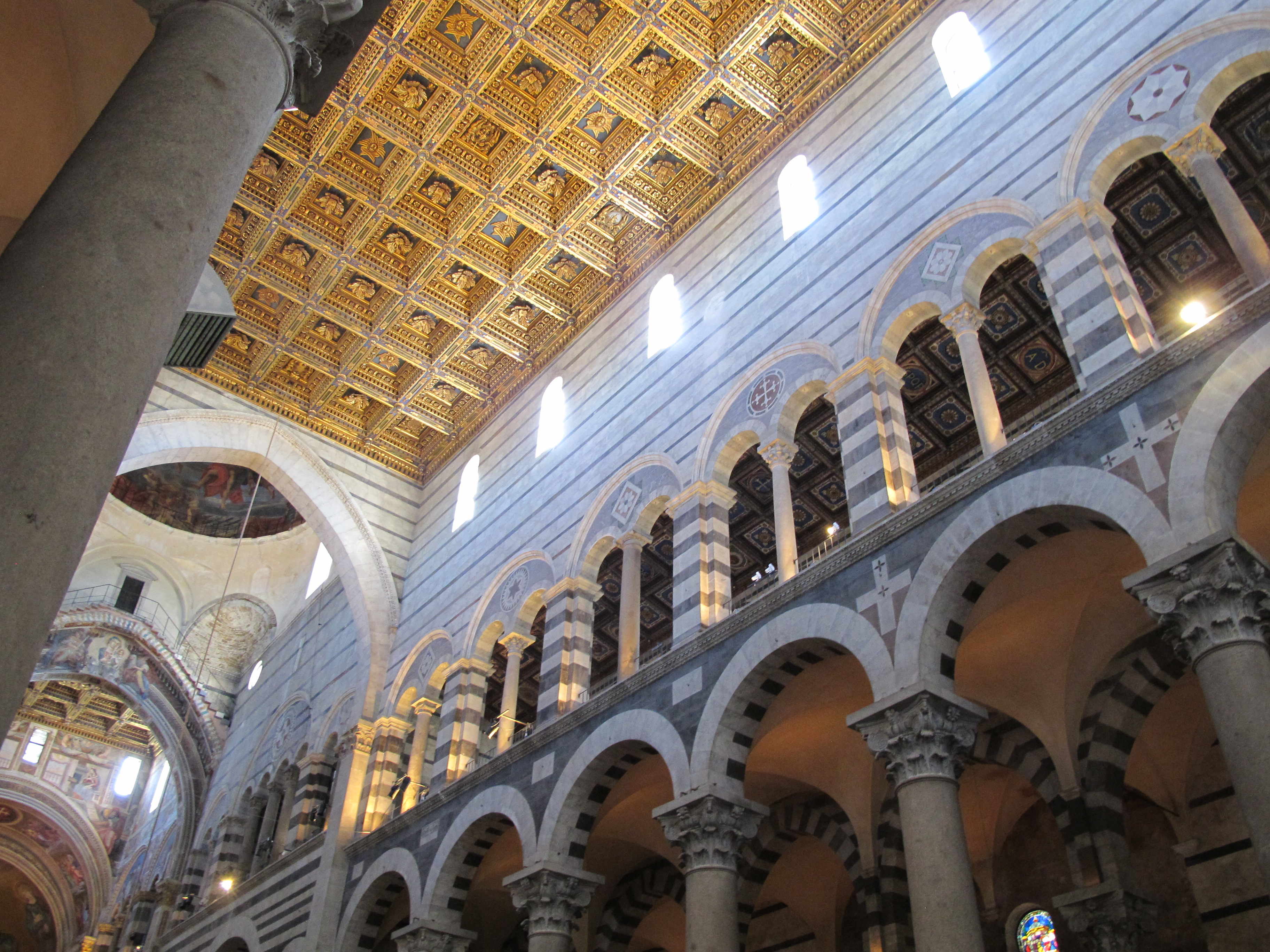
Interno del Duomo di Pisa

All'interno il duomo è una costruzione a cinque navate con un grande transetto absidato a tre navate che si innesta nel corpo principale in corrispondenza di una cupola ellittica. Termina un lungo coro absidato. Schiacciato da un soffitto a cassettoni tardocinquecentesco che sostituisce l'originale teoria di capriate a vista, è caratterizzato da un susseguirsi di colonne ed archi a tutto sesto sopra i quali corrono i matronei, che si affacciano sulla navata centrale per mezzo di bifore. Più in alto il cleristorio con le piccole finestre aperte nelle spesse mura. Colpisce la struttura all'intersezione del transetto con il corpo longitudinale: a differenza di altre chiese europee, qui lo spazio è chiuso dal ritmo delle colonne e dei matronei che, per mezzo di una sorta di ponte, separano i corpi laterali dalla navata principale, conferendo al transetto quasi la funzione di una chiesa separata.
Come a Venezia, l'architettura pisana venne quindi influenzata da quella costantinopolitana e bizantina in generale, per via delle fiorenti rotte commerciali di Pisa, che favorivano gli scambi culturali con altre aree del Mediterraneo. In un primo momento infatti il Duomo era assimilabile ad una croce greca (si vede ancora nel corpo esterno della navata laterale pietre di diverso colore in corrispondenza dell'aggiunta della metà del XII secolo) ed altri elementi bizantini sono i matronei e la cupola con coronamento a bulbo, posta alla maniera "lombarda" all'incrocio dei bracci. Più ancora che a Venezia gli elementi orientali vennero reinterpretati secondo il gusto occidentale, pervenendo a forme artistiche di notevole originalità. Per esempio la configurazione dell'interno ha una spazialità tipicamente paleocristiana.
Lo schema decorativo della cattedrale venne ripetuto sia nel campanile (la celeberrima Torre pendente, iniziata nel 1173), sia nel Battistero (iniziato nel 1153), almeno per quello che riguarda il primo anello, essendo stato ultimato in epoca più tarda (nel corso del XIV secolo), mutando il disegno originario, attribuito al Diotisalvi, con elementi di tradizione gotica.

### La diffusione dello stile di Buscheto
Lo stile di Buscheto ravvisabile nei paramenti esterni dei fianchi, transetto ed abside del Duomo di Pisa ebbero un'immediata eco nelle facciate delle più antiche chiese della città di Pisa e dintorni, come nella Chiesa di Sant'Andrea Forisportam a Pisa (solo registro inferiore, prima metà del XII secolo), nella chiesa di San Pietro in Vinculis della stessa città (edificata tra il 1072 ed il 1118, ma con facciata realizzata negli anni immediatamente successivi), nella Pieve dei Santi Giovanni ed Ermolao a Calci (costruita tra il 1095 e il 1111 circa), nella Chiesa di San Frediano a Pisa (costruita tra l'XI e il XII secolo), nella Pieve di San Giovanni e Santa Maria Assunta a Càscina (iniziata alla fine dell'XI e terminata entro la metà del XII secolo) e, in parte, nella Pieve di Santa Maria a Vicopisano (XII secolo).
In tutte queste costruzioni venne utilizzata prevalentemente la pietra verrucana con pochi intarsi di marmo o altri materiali. Elementi architettonici ricorrenti sono gli archi ciechi sostenuti da sottili lesene e racchiudenti losanghe o, più raramente, oculi o croci (sia nel registro inferiore che superiore); tre portali semplici nel registro inferiore; e una bifora al centro nel registro superiore.

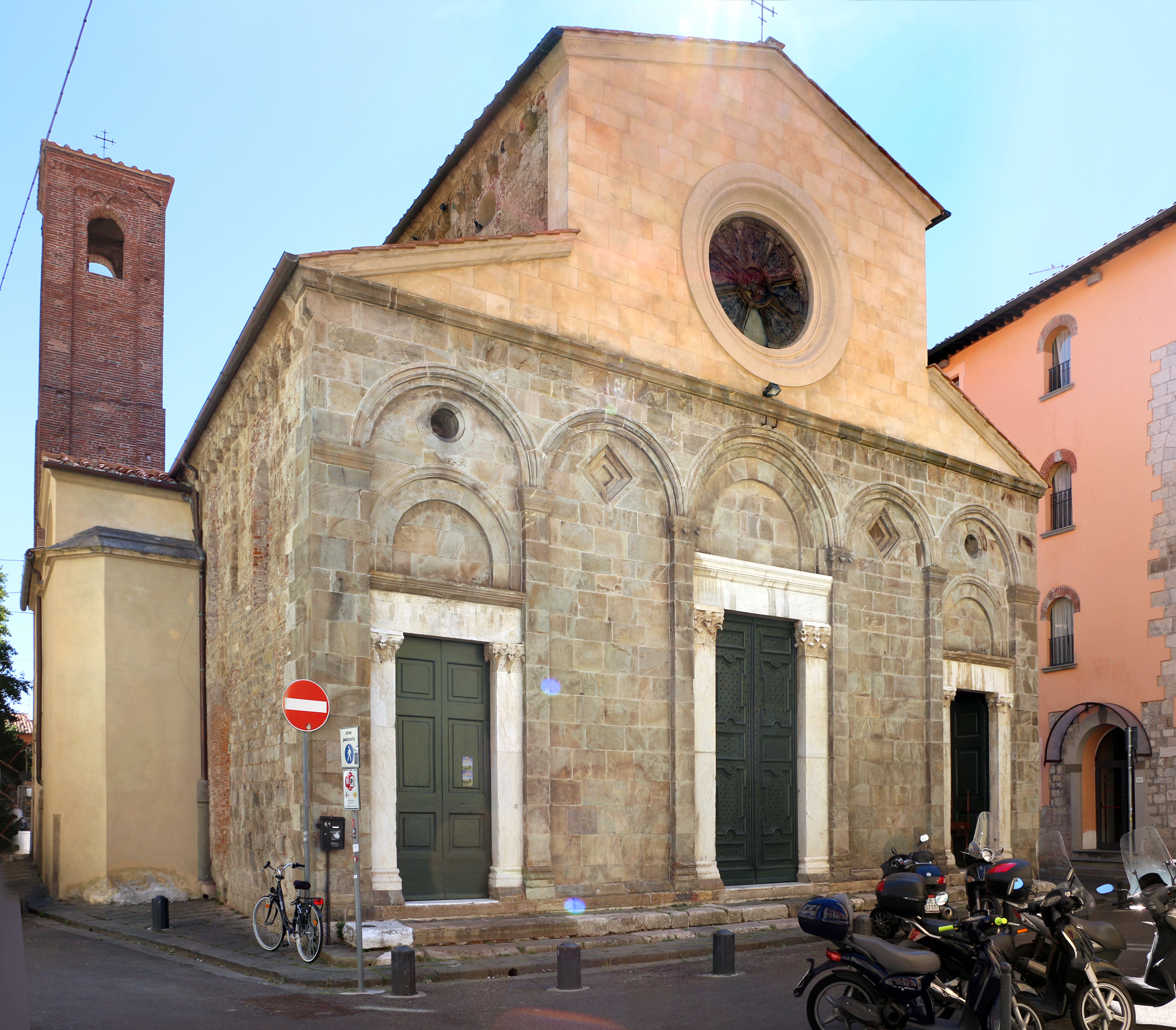
Chiesa di Sant'Andrea Forisportam a Pisa
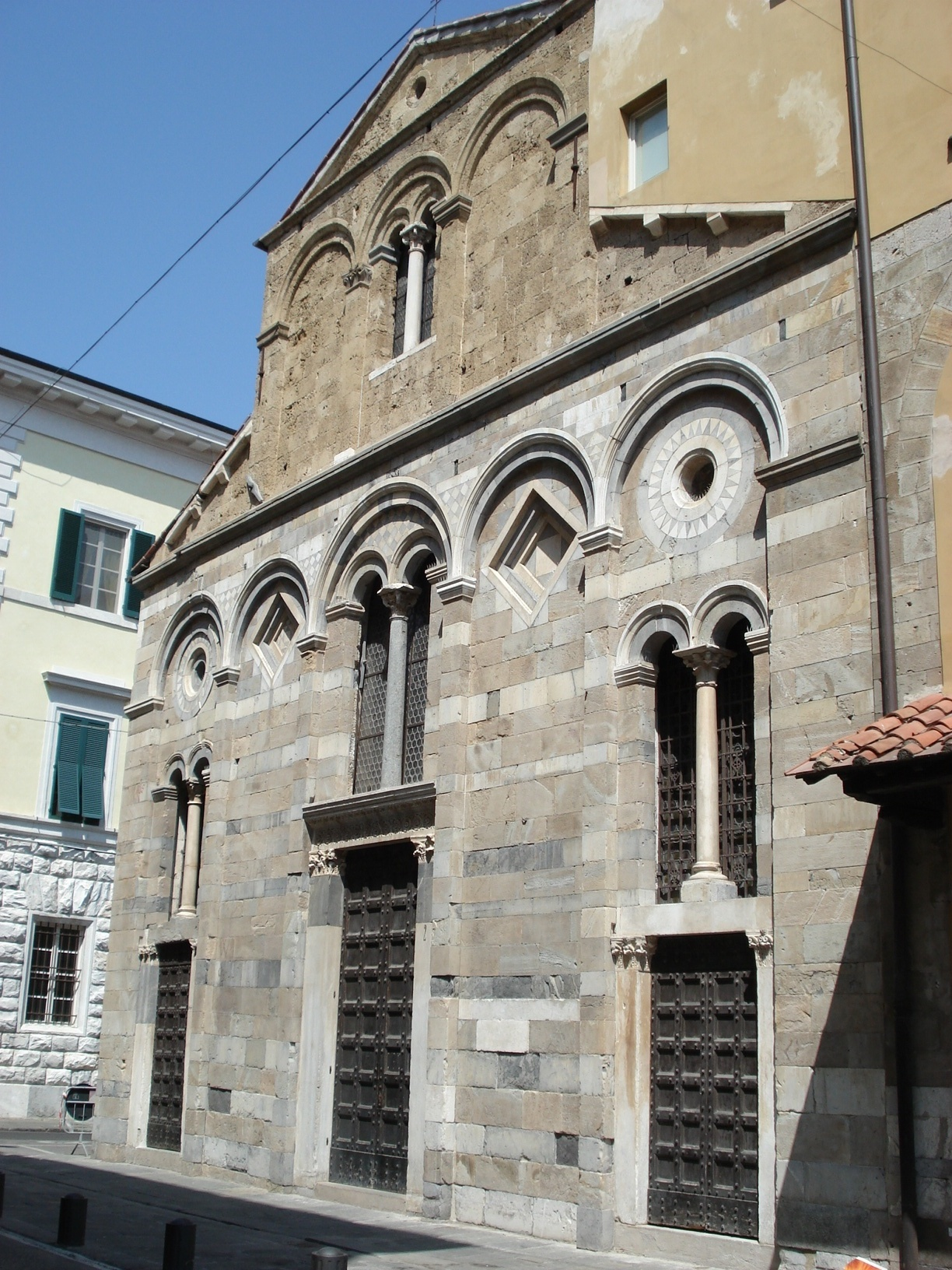
Chiesa di san Pietro in Vinculis a Pisa
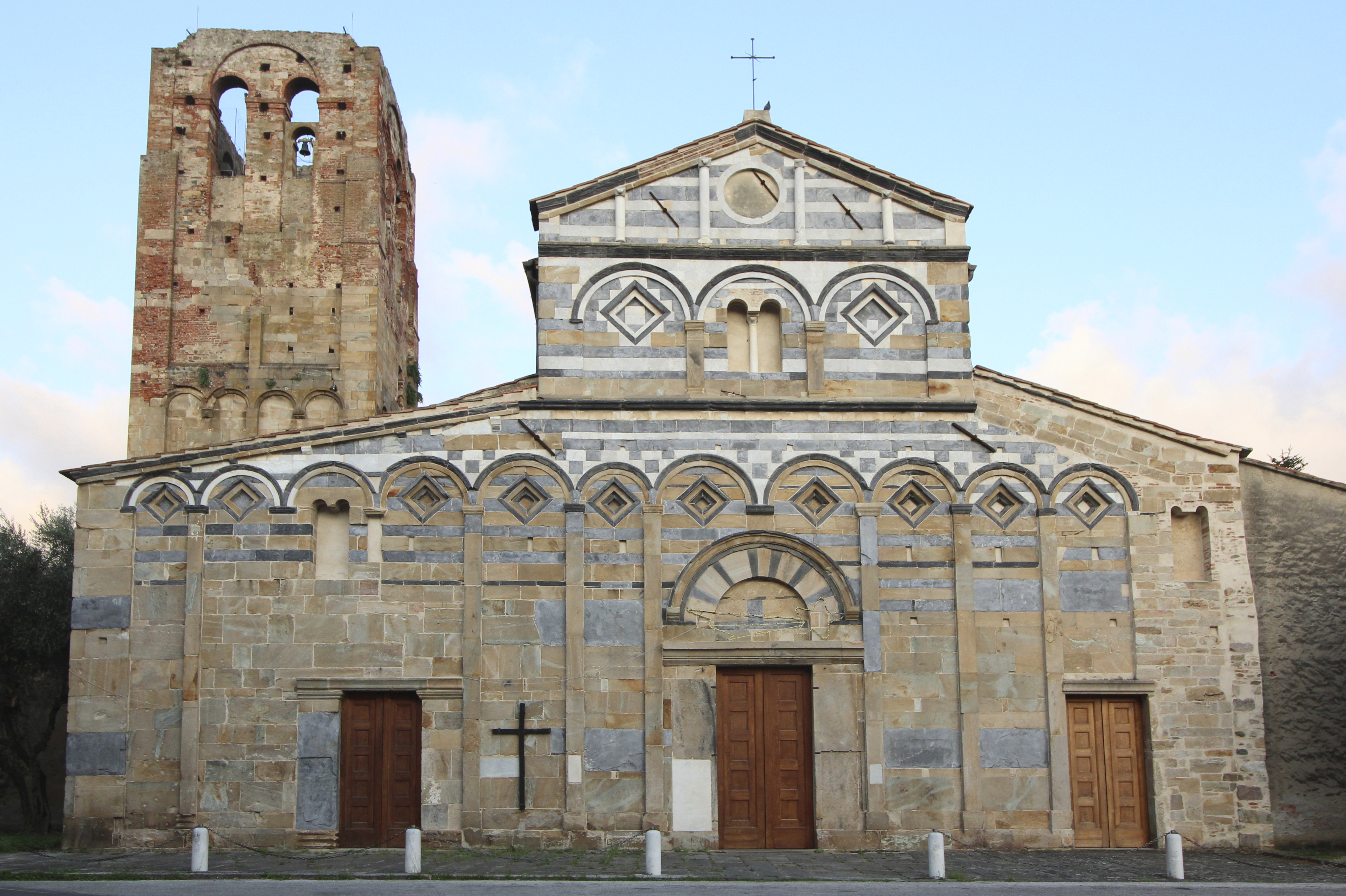
Pieve dei Santi Giovanni ed Ermolao a Calci
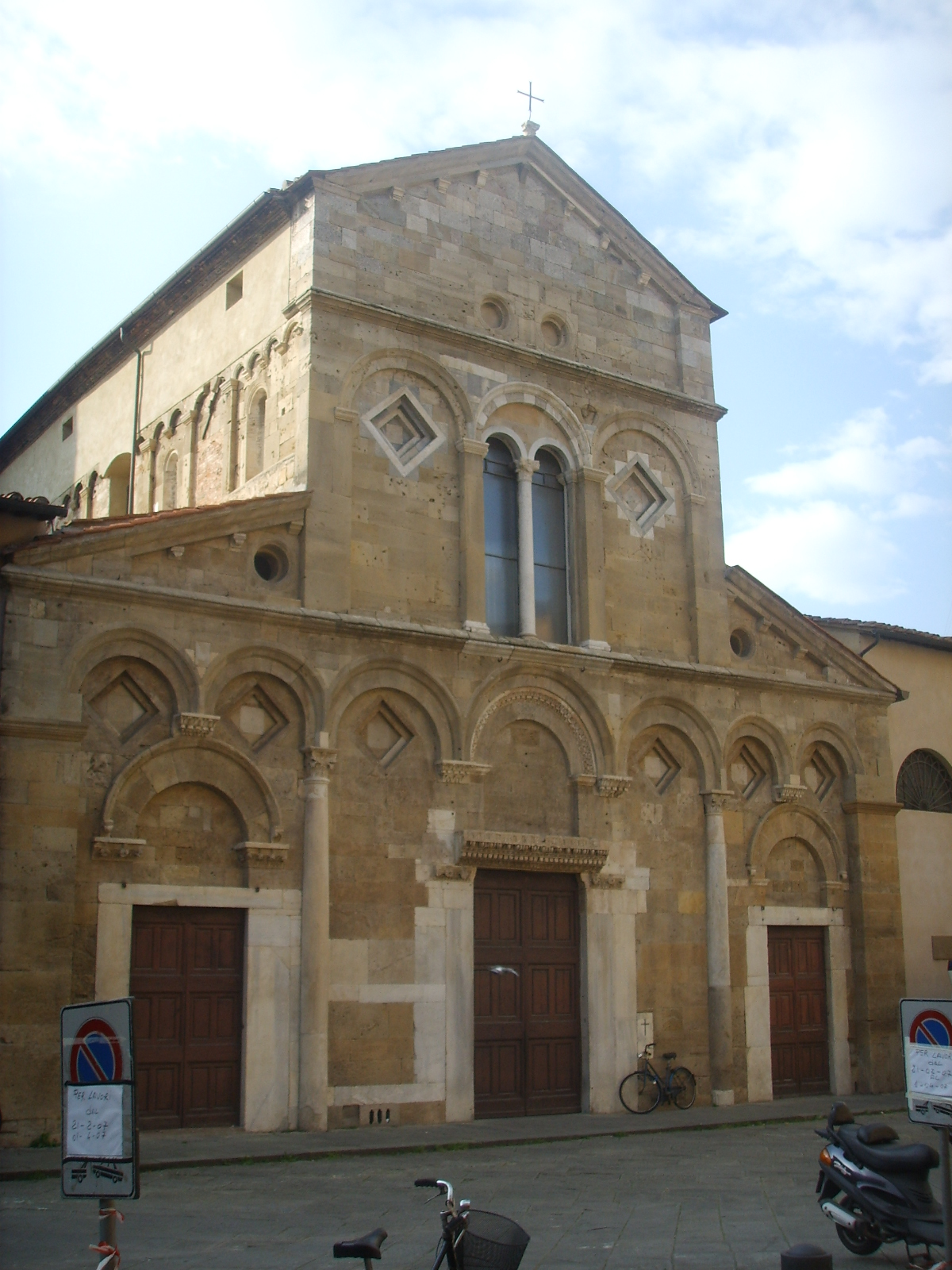
Chiesa di San Frediano a Pisa
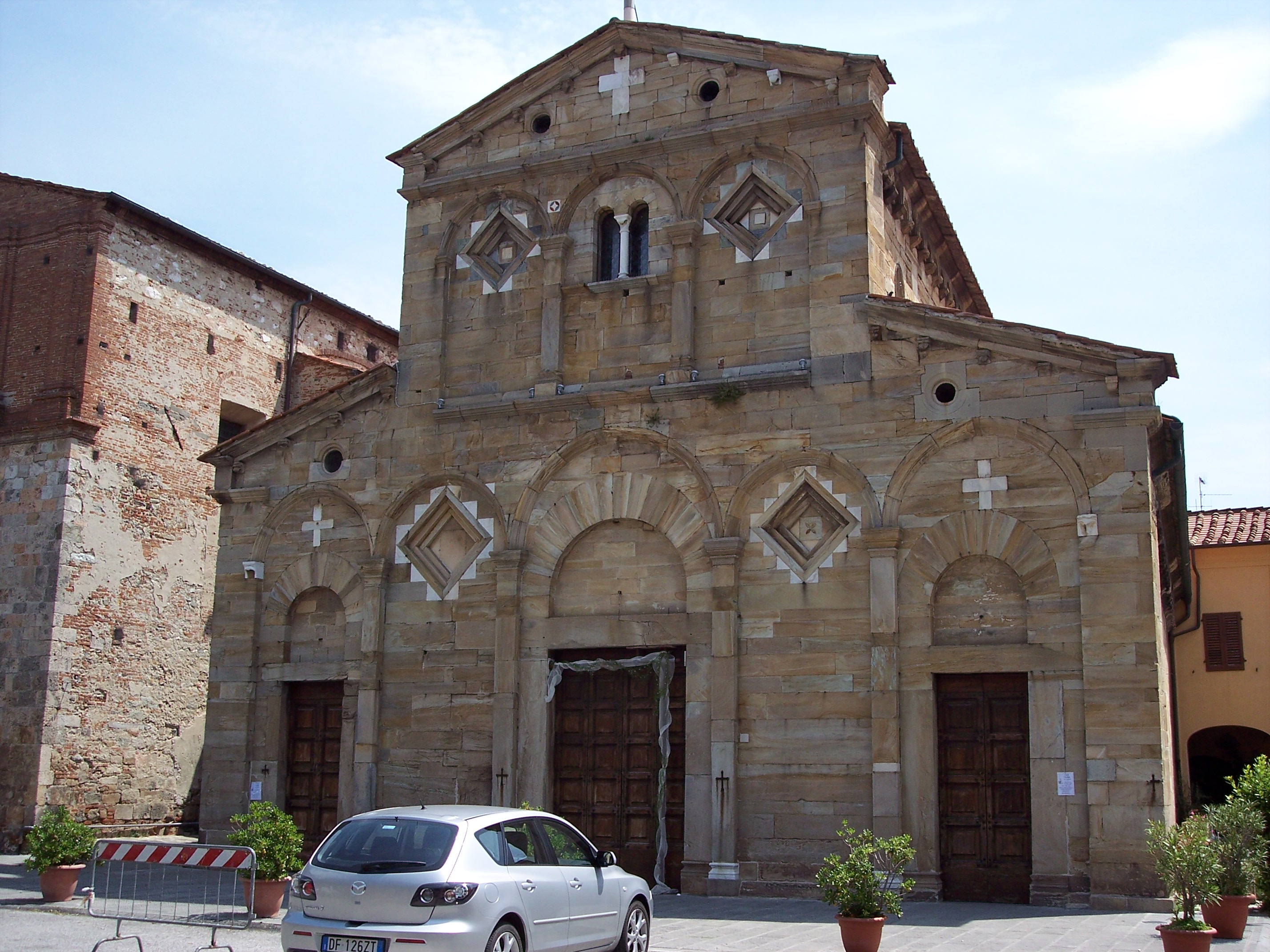
Pieve di San Giovanni e Santa Maria Assunta, a Càscina
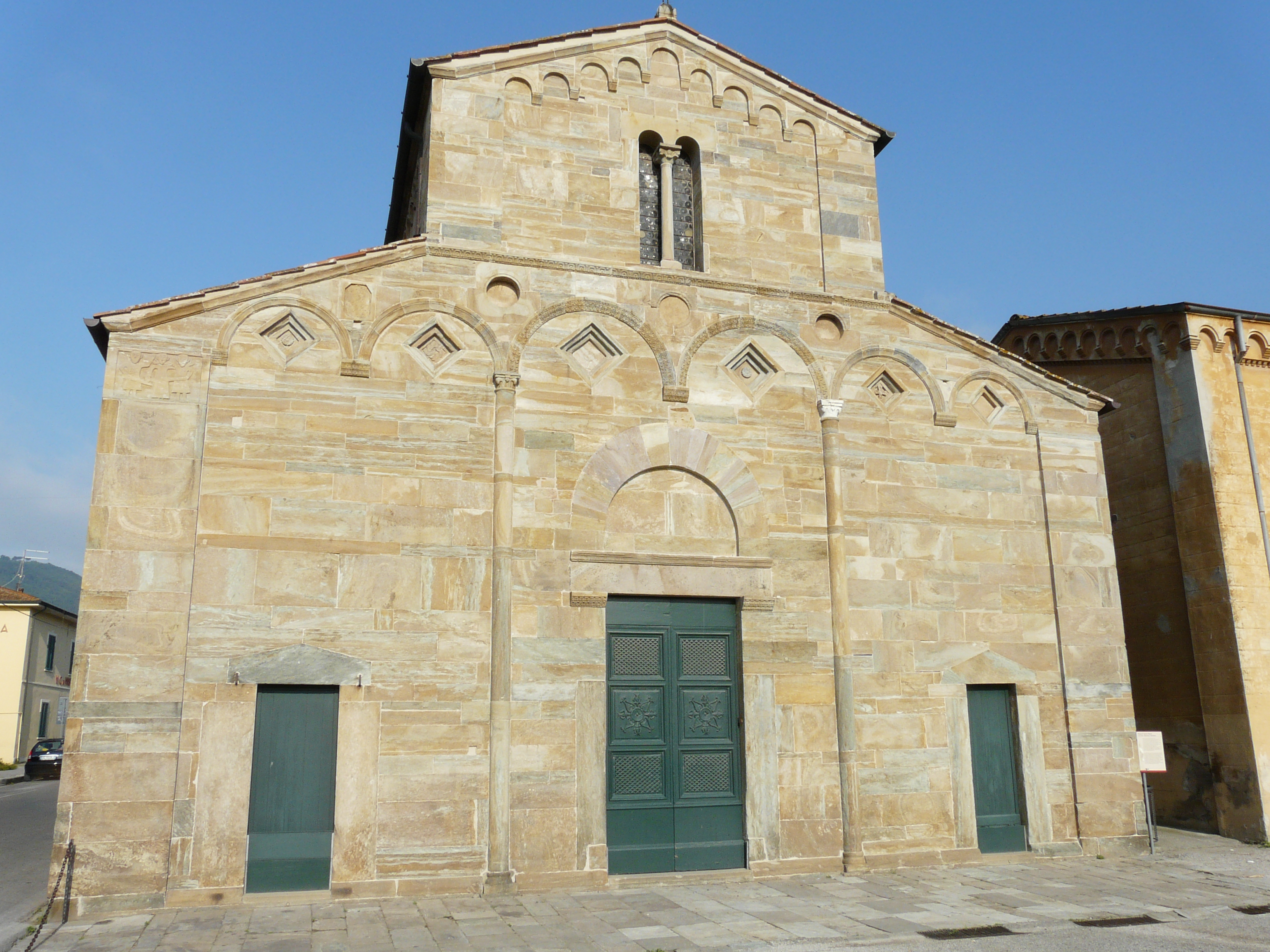
Pieve di Santa Maria a Vicopisano

### La facciata del Duomo di Pisa del XII secolo

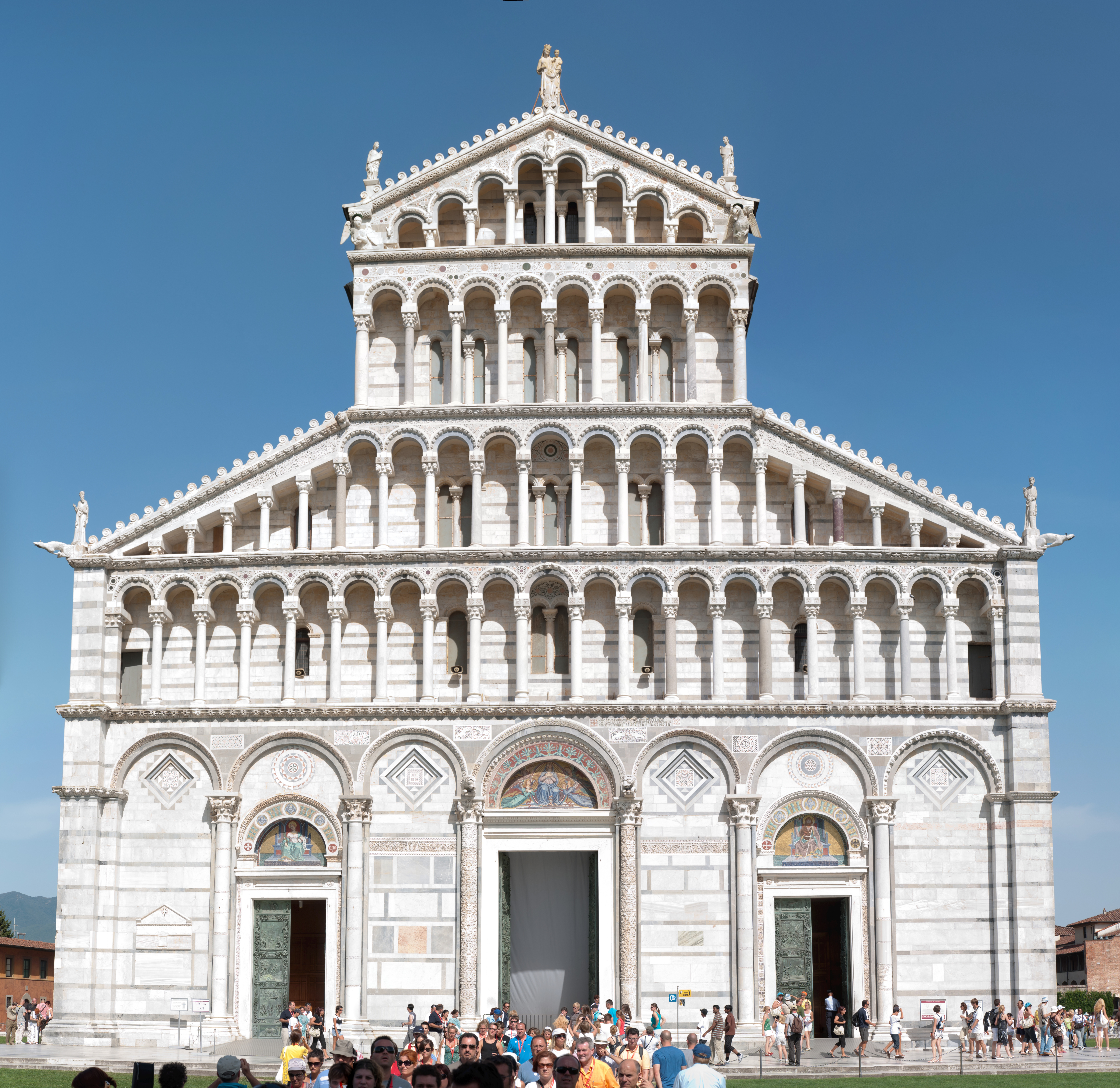
Facciata del Duomo di Pisa

Nel XII secolo il duomo fu ampliato sotto la direzione dell'architetto Rainaldo, che allungò le navate davanti alla facciata aggiungendo tre campate, pur rispettando lo stile del predecessore Buscheto, allargò il transetto e progettò una nuova facciata, conclusa dalle maestranze guidate dagli scultori Guglielmo e Biduino. La datazione di inizio dei lavori è incerto: subito dopo la morte di Buscheto intorno all'anno 1110, secondo alcuni, intorno all'anno 1140 secondo altri. La fine dei lavori daterebbe al 1180, come documentato dalla data apposta sui battenti bronzei di Bonanno Pisano sulla porta maggiore.
Interamente in marmo bianco e grigio con inserti di altri colori, la facciata a salienti consta di un ordine inferiore con sette archi ciechi poggianti su colonne e decorati da losanghe ed oculi e tre portali riccamente decorati. I quattro ordini superiori constano di quattro gallerie decorate con file di archetti a tutto sesto ed esili colonnine e recanti posteriormente una serie di monofore, bifore e trifore illuminanti l'edificio all'interno.

### La diffusione dello stile di Rainaldo
La facciata del Duomo dette una nuova direzione allo stile del romanico pisano, che investì lo stile di chiese a Pisa e dintorni costruite ampiamente oltre l'inizio del XII secolo. Facciate simili in marmo si riscontrono in città nella Chiesa di San Paolo a Ripa d'Arno (facciata completata nel XIV secolo, su un progetto comunque della metà del XII secolo), nella chiesa di San Paolo all'Orto (facciata realizzata alla fine del XII secolo da Biduino nel registro inferiore), nella chiesa di San Michele degli Scalzi (facciata realizzata tra il 1178 e il 1204 e lasciata incompiuta) e nella chiesa di San Nicola (decorata solo in parte in un periodo ignoto ma forse nel XII o XIII secolo), tutte a Pisa.
Anche la chiesa dell'Abbazia di San Zeno risale in parte a questo periodo, ma la facciata ha subito rimaneggiamenti ed è quindi il risultato di varie fasi di costruzione, nell'XI, XII e anche secoli successivi.

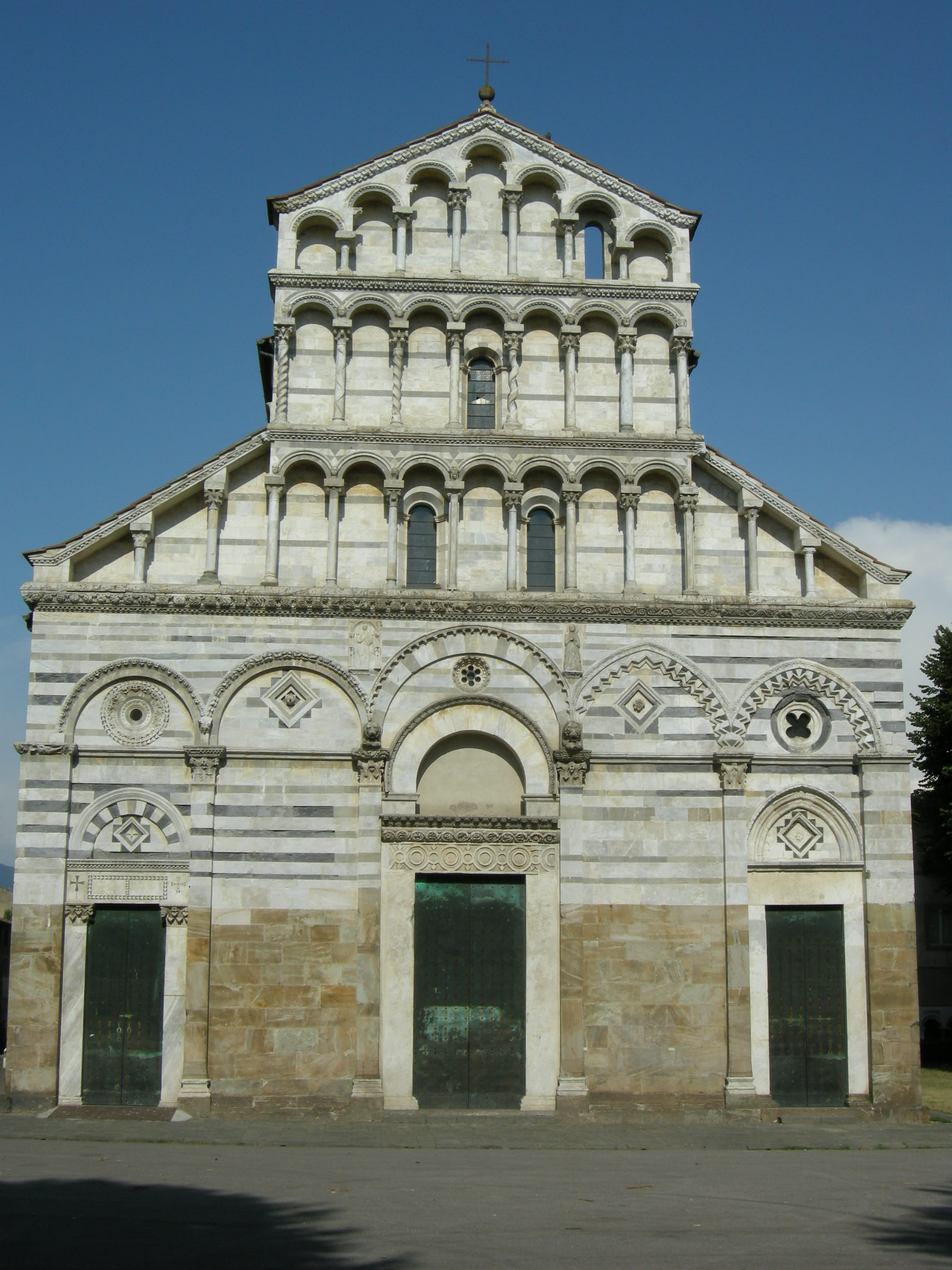
Chiesa di San Paolo a Ripa d'Arno a Pisa
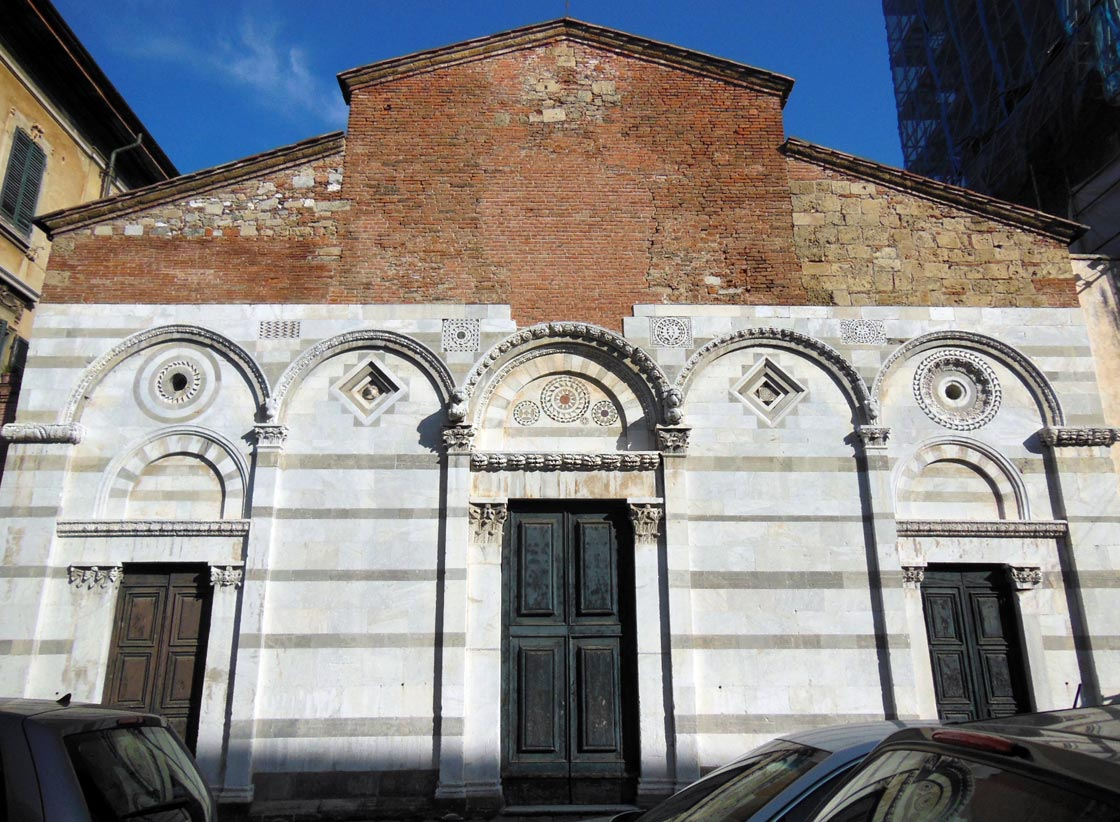
Chiesa di San Paolo all'Orto a Pisa
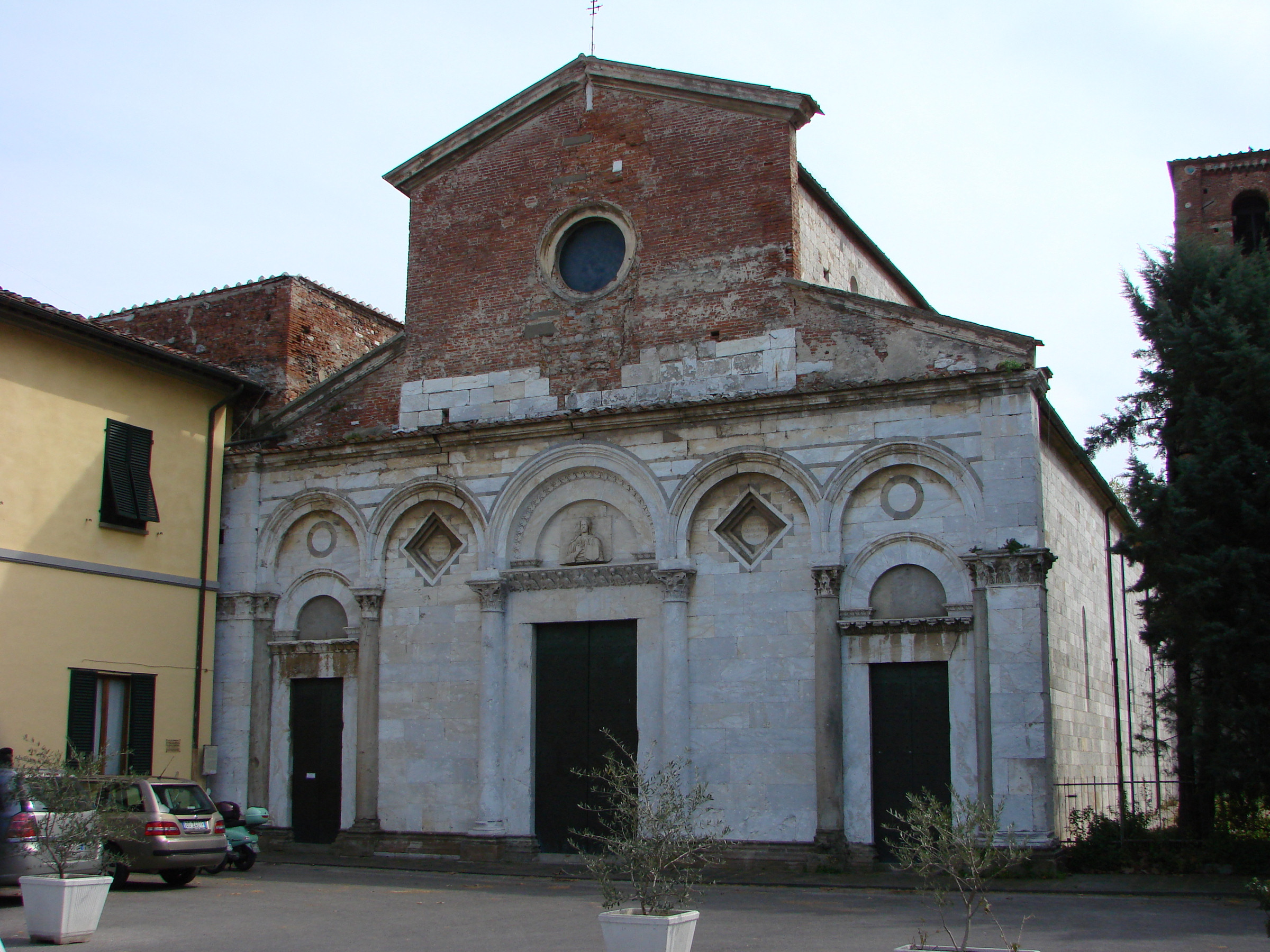
Chiesa di San Michele degli Scalzi a Pisa
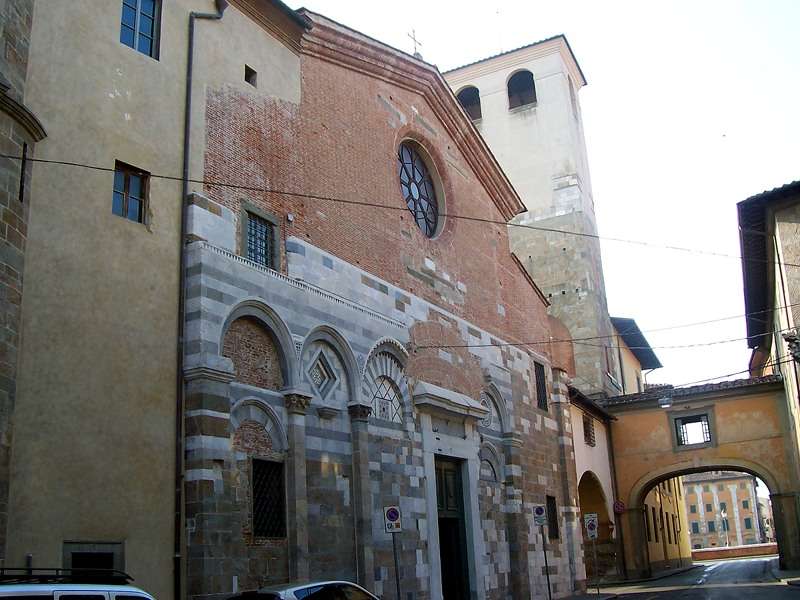
Chiesa di san Nicola a Pisa

### Altre chiese pisane successive
Le chiese pisane che ebbero una facciata completata nel XIV secolo si arricchirono di elementi gotici, pur avendo molti elementi reminescenti dello precedente stile romanico.
La chiesa di San Michele in Borgo, dalla candida facciata marmorea con loggette, ha un registro inferiore risalente al XIII secolo, ma quello superiore fu realizzato nel XIV secolo. In quest'ultimo i tre ordini di loggette si arricchirono di archetti trilobati gotici. Gotico e dello stesso secolo è anche il tabernacolo gotico che fu aggiunto sopra il registro inferiore duecentesco.
Anche la Chiesa di Santa Caterina d'Alessandria, con la facciata a capanna costruita nel primo quarto del XIV secolo, entro il 1326, contiene archetti trilobati negli ordini di loggette, che stavolta sono solo due mancando gli spioventi laterali. Qui è presente anche un rosone, altro elemento tipicamente gotico. Negli ordini inferiori di entrambi gli edifici ci sono tre archi a tutto sesto che però rompono il rapido susseguirsi di archetti in voga negli esempi precedenti e mancano inoltre i caratteristici oculi e losanghe decorativi.

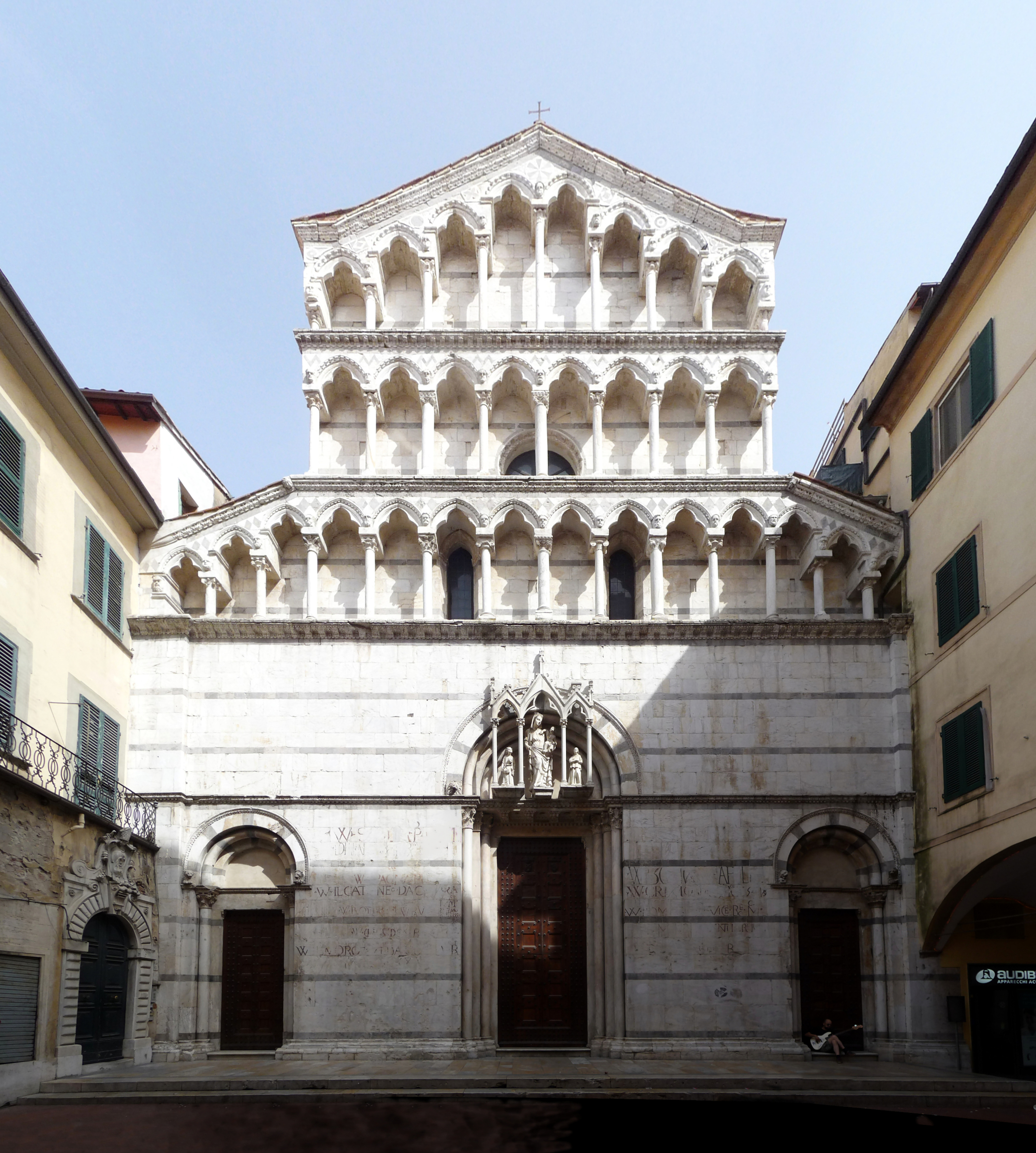
Chiesa di San Michele in Borgo a Pisa
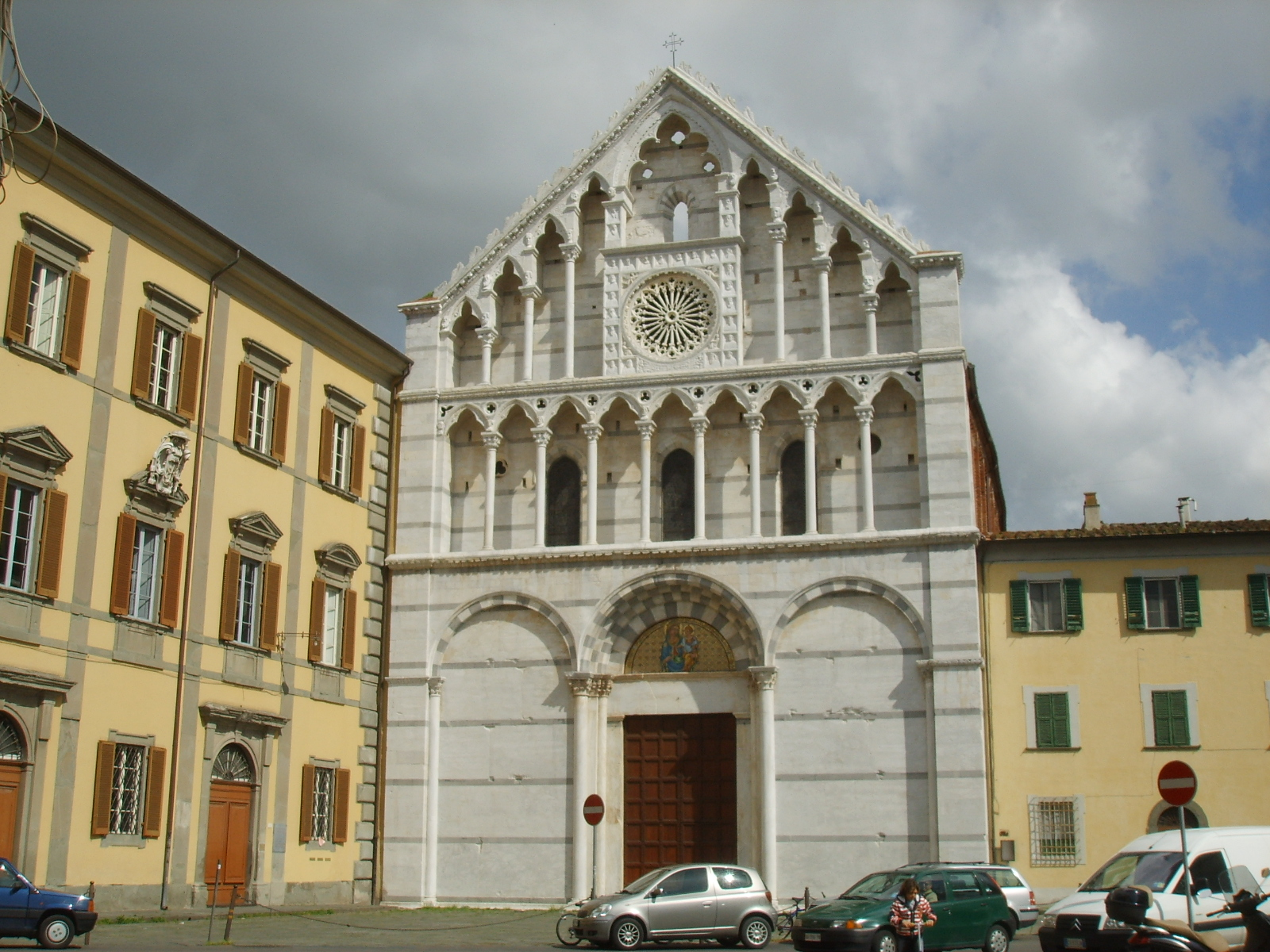
Santa Caterina a Pisa

### Toscana

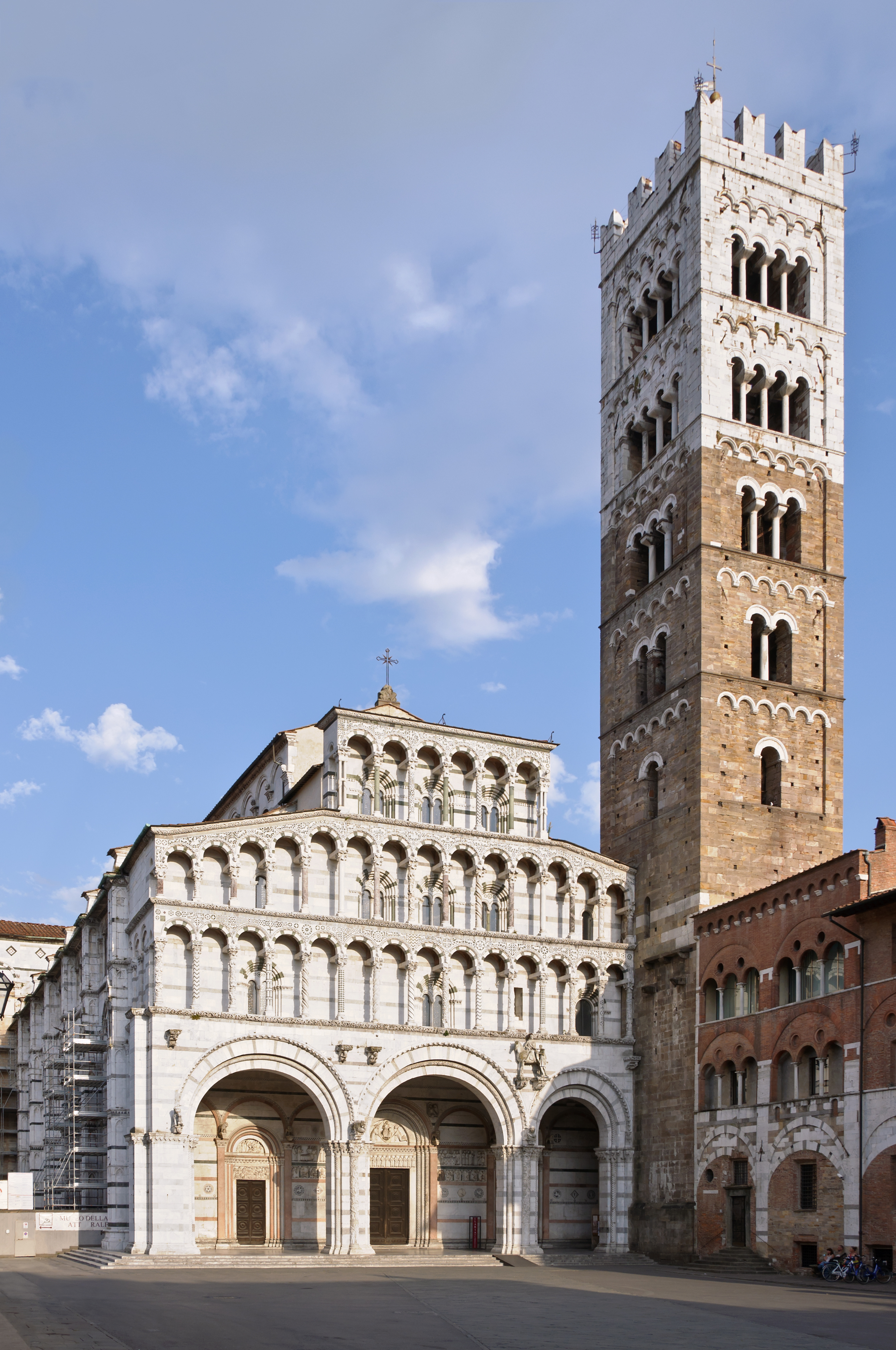
Il Duomo di Lucca

A Pistoia la chiesa di San Giovanni Fuorcivitas presenta sul fianco nord (iniziato nel XII secolo e terminato nel 1324) un paramento con arcate cieche, colonnine e losanghe tipicamente pisani, evidenziati dalla netta bicromia tra il marmo bianco e quello verde scuro (serpentino). Nella stessa città, la facciata della chiesa di Sant'Andrea (seconda metà del XII secolo) presenta gli archetti ciechi, losanghe, portali e bicromia tipici dello stesso stile.
Un'evoluzione dei modelli pisani si ebbe a Lucca, non però nella basilica di San Frediano o nella chiesa di Sant'Alessandro, due architetture classicistiche di impronta tipicamente lucchese, ma nella Cattedrale di San Martino (terminata nel 1205 dal maestro comasco Guidetto e rifatta all'interno in stile gotico) e soprattutto nella chiesa di San Michele in Foro, dove l'alta facciata duecentesca decorata dalle loggette va ben oltre la navata, come una scenografia simbolica alla quale non corrisponde un'altrettanto ampia architettura esterna e interna.
Influssi pisani sono evidenti anche nel Duomo di Massa Marittima. Qui la chiesa fu costruita a partire dall'XI secolo e si protrasse fino a tutto il XIII secolo. La facciata ha tutti gli elementi in sile romanico pisano, ma Giovanni Pisano aggiunse, alla fine del XIII secolo, elementi di ispirazione gotica senese, come la grande pentafora e le tre guglie.
A metà del XII secolo si segnalano influssi pisani anche ad Arezzo, alla chiesa di Santa Maria della Pieve (facciata del XIII secolo), dove l'abside e la facciata presentano una serie di loggette su colonnine.

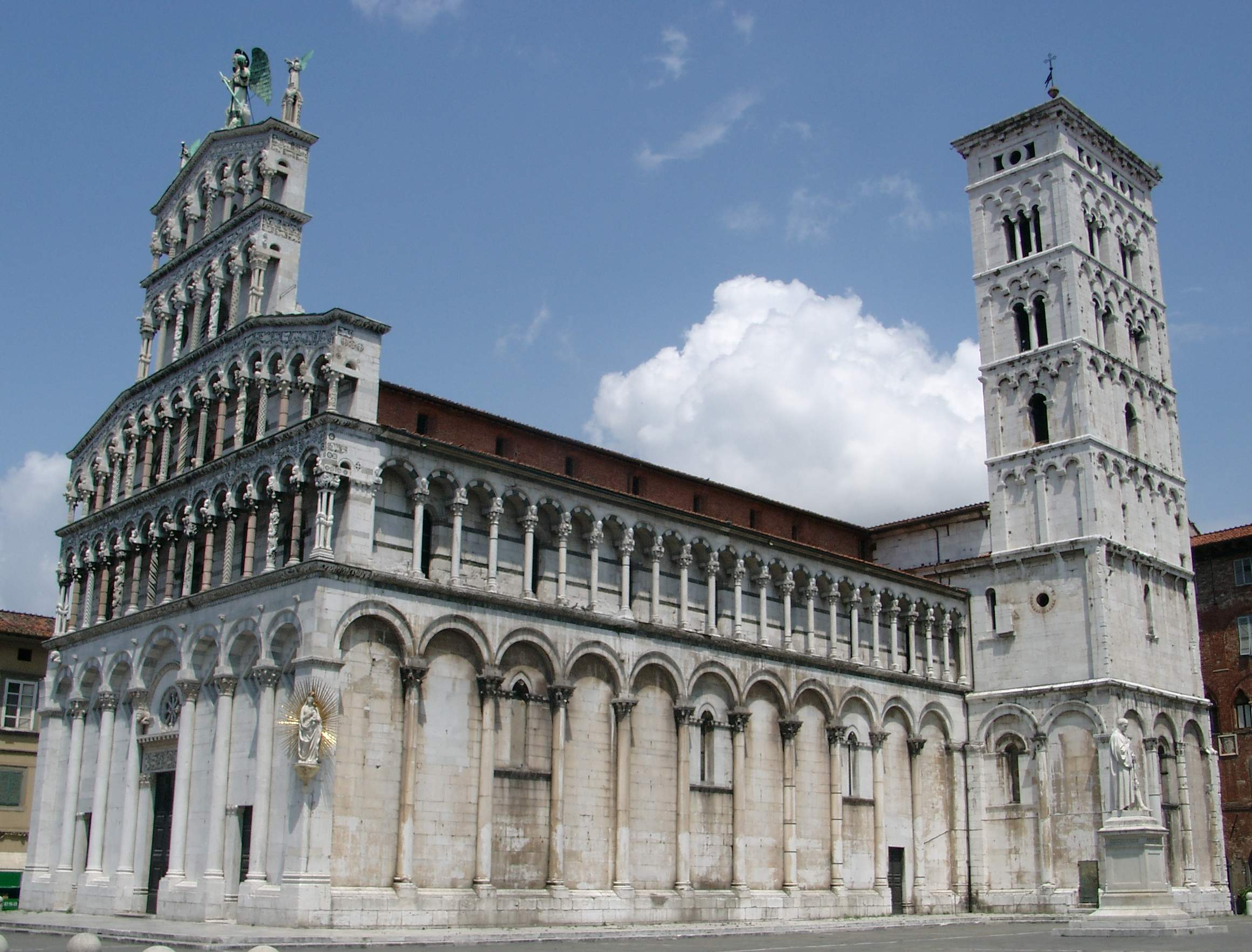
San Michele in Foro, Lucca
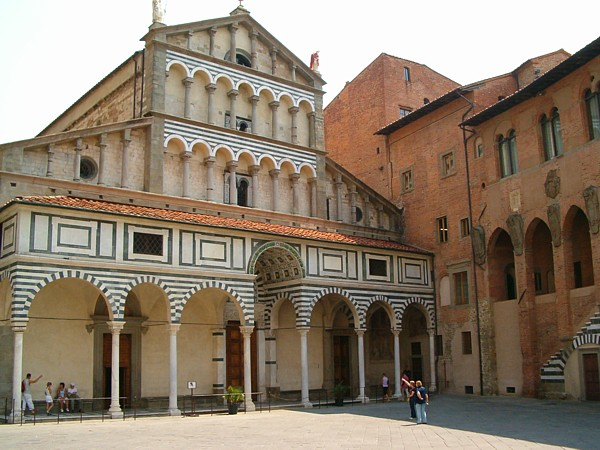
Duomo di Pistoia
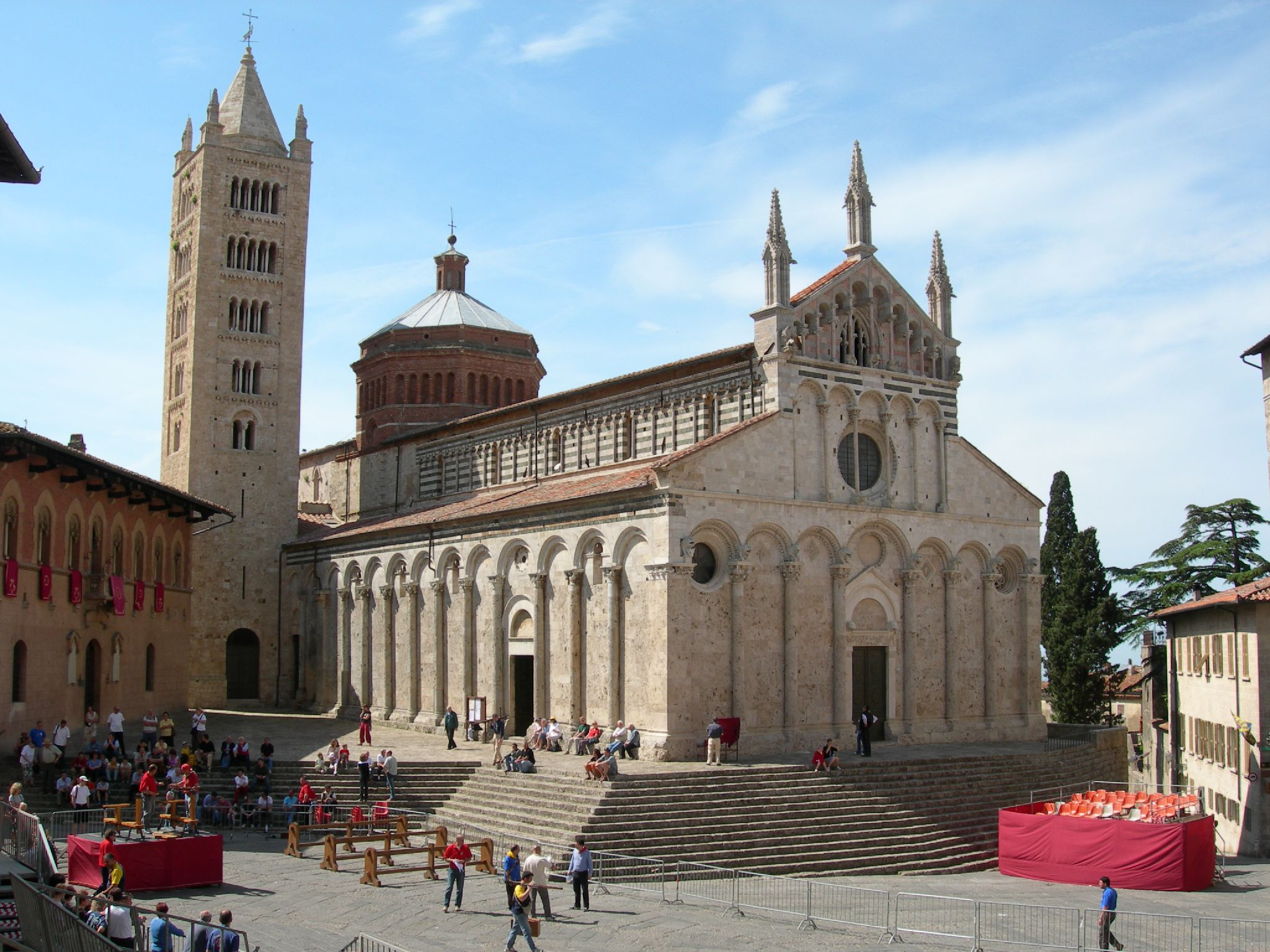
Il Duomo di Massa Marittima

### Altre zone

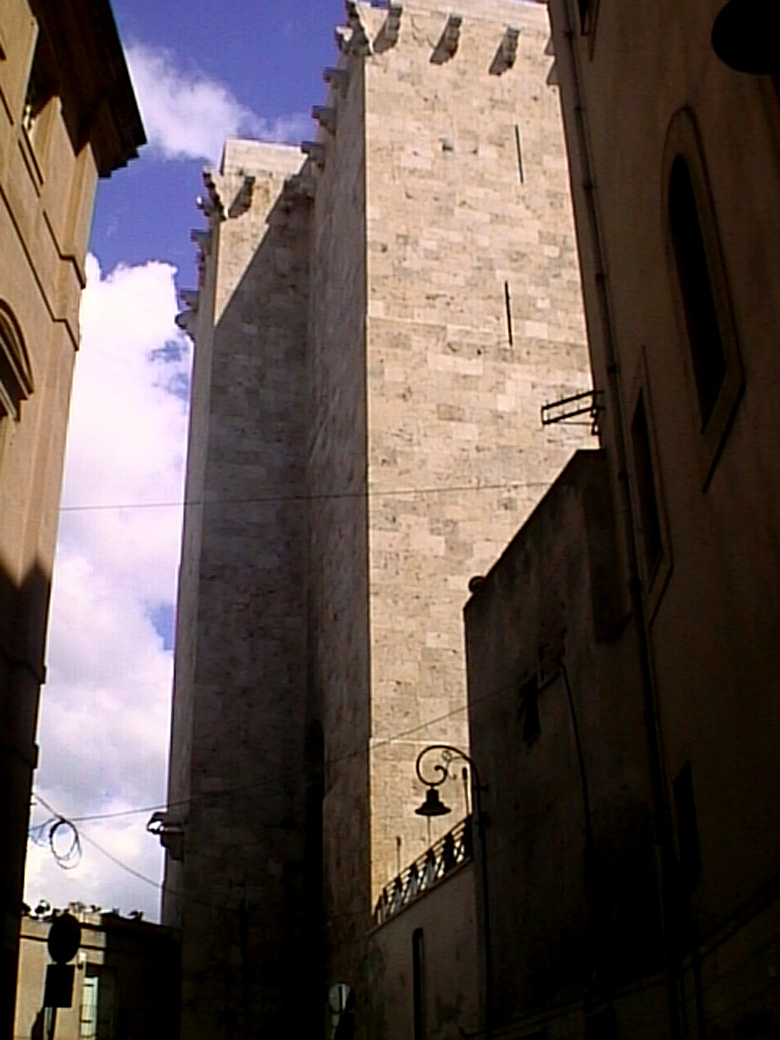
Torre dell'Elefante, Cagliari

In Sardegna si riscontra spesso l'incontro tra i modi toscani e quelli lombardi, come nella chiesa di San Pietro di Bosa (1053-1073), nella basilica di San Gavino a Porto Torres (1065-1080), nella chiesa di San Nicola di Silanis a Sedini (SS) (anteriore al 1122), nell'originaria Cattedrale di Cagliari (rimaneggiata nei secoli e dotata nel Novecento di una facciata neoromanica) o nella chiesa di Santa Maria a Uta (fine XII-inizio XIII secolo), caratterizzate da lesene e archetti pensili nel paramento esterno.
Di chiara matrice pisana sono anche le fortificazioni trecentesche della città di Cagliari in cui spiccano delle imponenti torri, quali la Torre di san Pancrazio e la Torre dell'Elefante, nonché la torre maestra del castello Malaspina sul colle di Serravalle, a Bosa. Parimenti, risente l’influsso di stilemi architettonici pisani la chiesa di San Nicola di Ottana (NU); mentre molto vicine al gusto pistoiese sono la chiesa di San Pietro di Sorres e la chiesa della Santissima Trinità di Saccargia (XII secolo), caratterizzate dalla forte bicromia dei paramenti murari. Altre architetture di rilievo sono la cappella palatina di Santa Maria del Regno di Ardara (SS), l'ex cattedrale di Bisarcio in comune di Ozieri (SS), la basilica di San Simplicio a Olbia, la Cattedrale di Santa Giusta dell'omonimo centro (OR).
Influssi pisani si ebbero anche in Liguria (Commenda di San Giovanni di Pré), in Corsica e nell'Italia meridionale, ad esempio nella Cattedrale di Troia, a Siponto, nel Duomo di Benevento, nella Cattedrale di Termoli ed in Corsica nella cattedrale di Lucciana detta la Canonica e la Torre campanaria di Santa Maria Maggiore a Bonifacio.

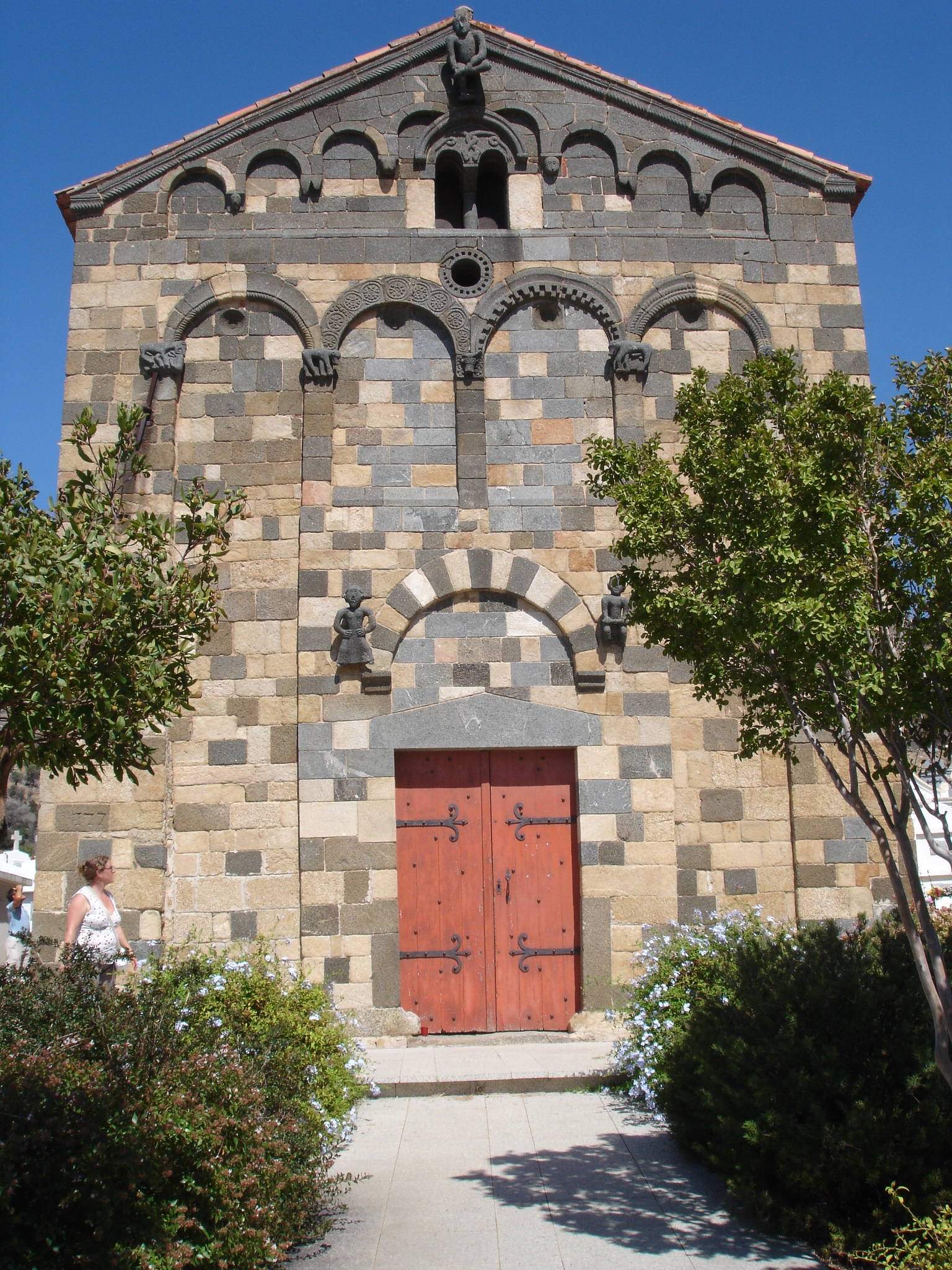
Chiesa di Aregno (Corsica)
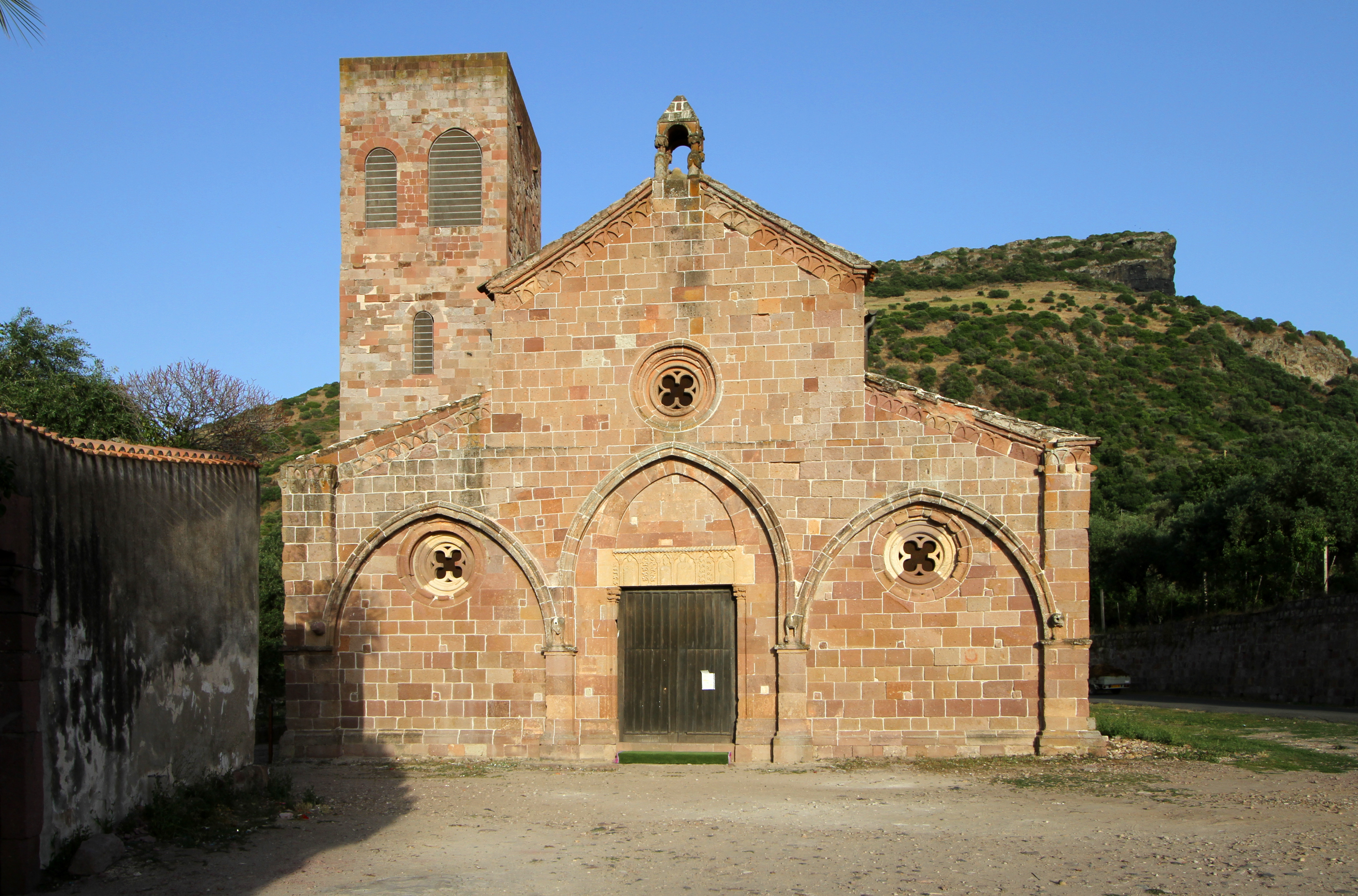
Chiesa di San Pietro di Bosa (OR)
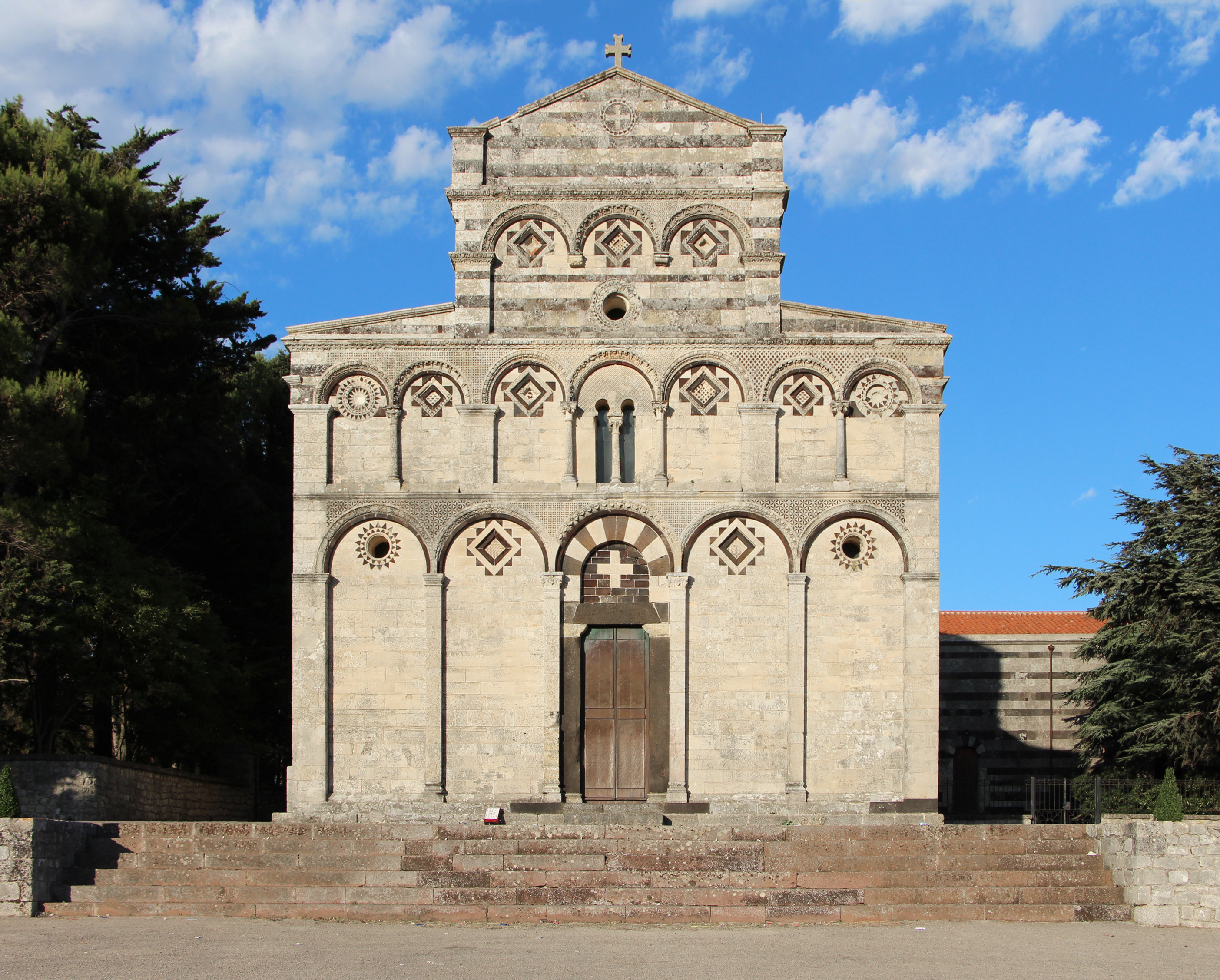
Chiesa di San Pietro di Sorres, Borutta (SS)
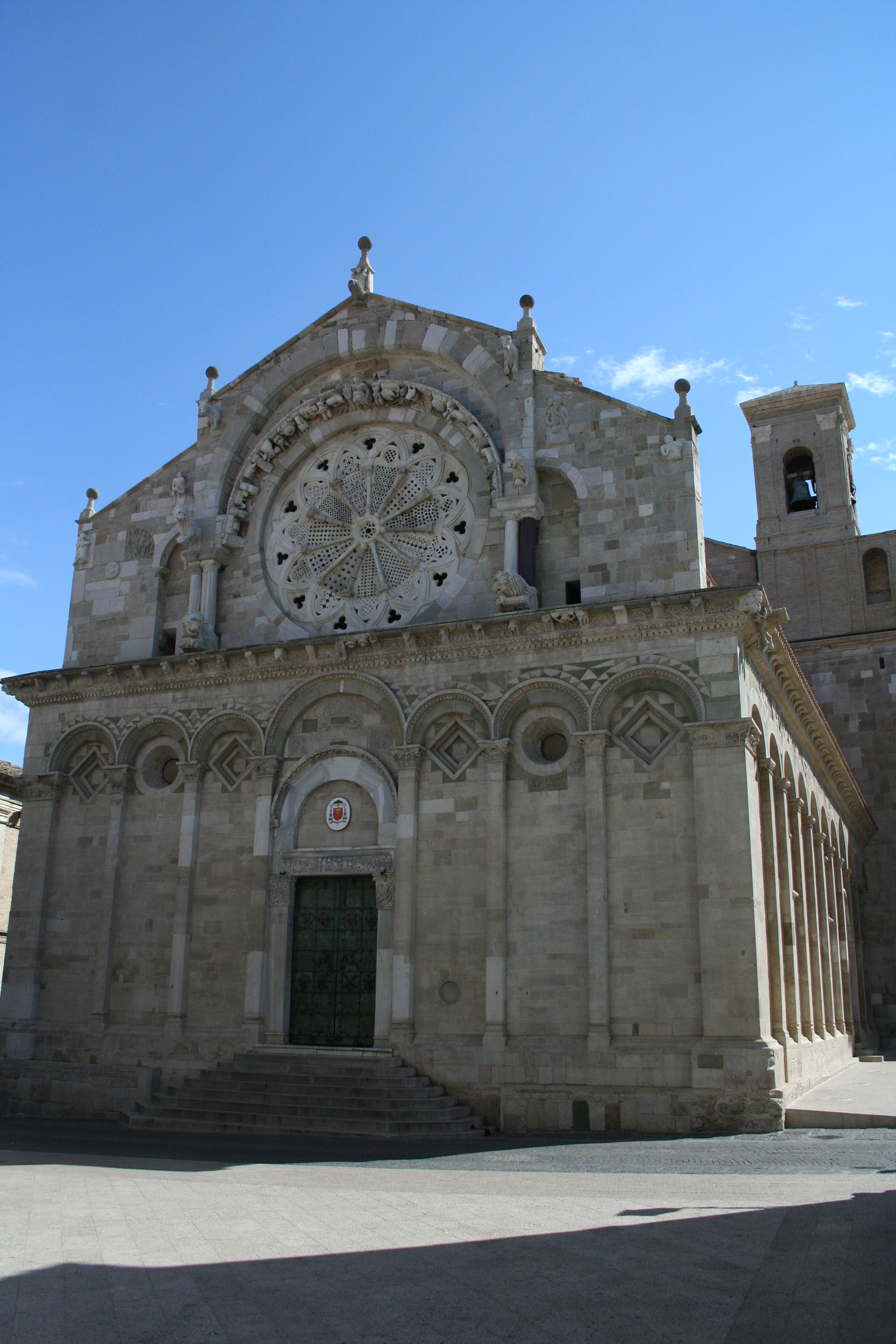
Cattedrale di Troia (FG)
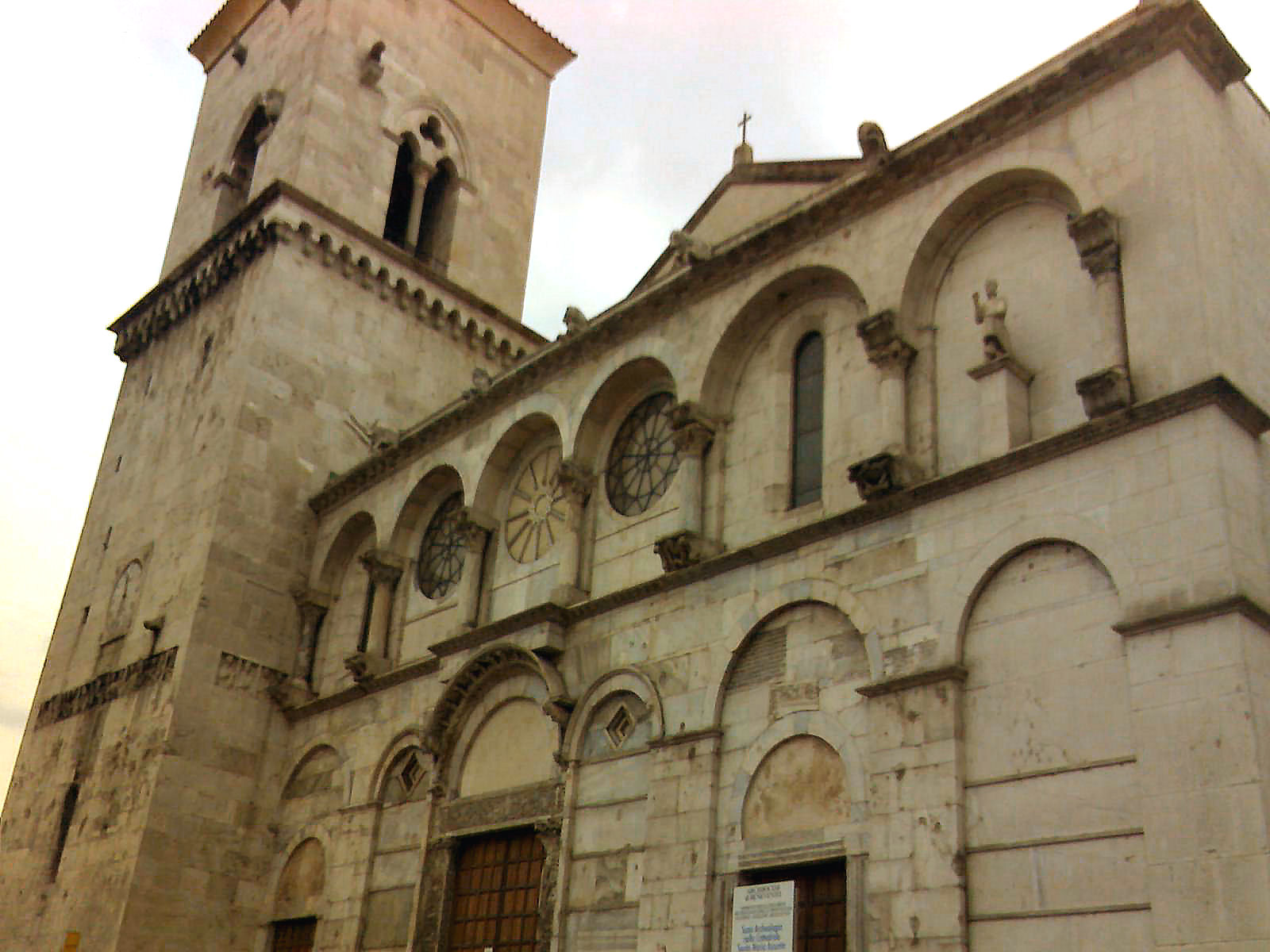
Duomo di Benevento

## Scultura

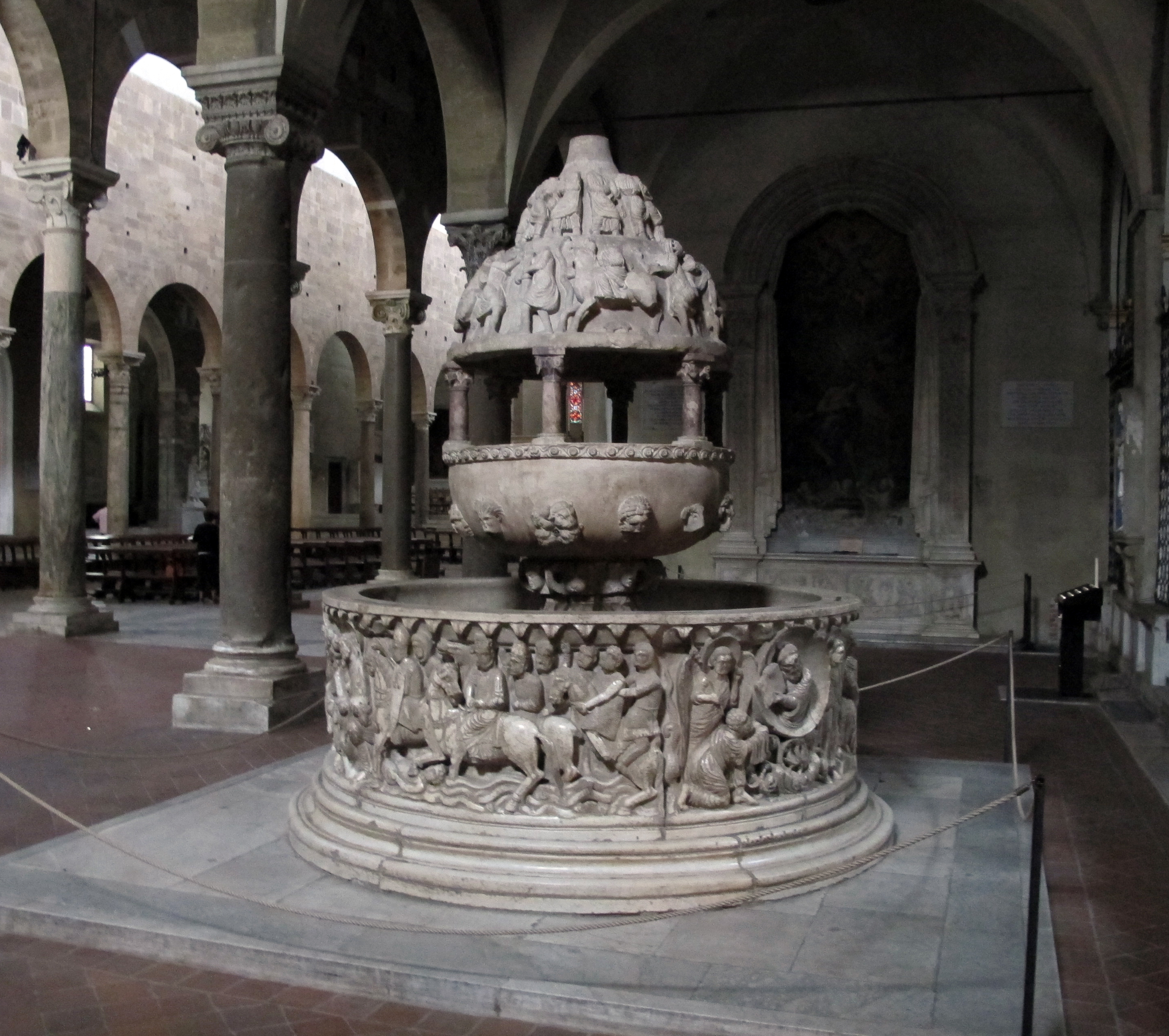
Roberto, vasca battesimale della chiesa di San Frediano, Lucca

La scuola scultorea pisana nacque a Pisa ai cantieri della cattedrale e in seguito si diffuse nelle aree confinanti e anche oltre grazie ai fitti rapporti commerciali della Repubblica Pisana.
Maestro Guglielmo scolpì tra il 1152 e il 1162 il pulpito per il Duomo di Pisa, trasportato poi a Cagliari e oggi conservato nel Duomo di Cagliari, dove sono riscontrabili influenze lombarde e provenzali (nei panneggi, nella vivace narrazione), con un forte rilievo plastico dei personaggi, che si distaccano nettamente dallo sfondo arabescato.
A Guglielmo si ispirarono i fratelli Gruamonte e Adeodato, che con Enrico scolpirono a Pistoia l'architrave del portale maggiore della chiesa di Sant'Andrea (Cavalcata e Adorazione dei Magi, 1166), mentre Gruamonte da solo scolpì l'architrave della chiesa di San Bartolomeo in Pantano (1167) e della chiesa di San Giovanni Fuorcivitas.
A Gruamonte si ispirò a sua volta Biduino, autore degli episodi evangelici per la Pieve di San Casciano a Settimo presso Pisa (1180).
Verso il 1180 Bonanno Pisano fondeva le porte bronzee per il duomo di Pisa, andate distrutte in un incendio che coinvolse la facciata nel 1595, ma si salvò la porta sul retro del transetto destro detta di san Ranieri, con Storie della vita di Cristo. nella sua opera si possono individuare influenze classiche (le rosette e i cordigli attorno ai pannelli), renani (le figure con le teste particolarmente aggettanti, come a Hildesheim) e bizantini (nell'iconografia).
Un altro autore importante fu Roberto, autore delle Storie di Mosè nella vasca battesimale della basilica di San Frediano a Lucca.
Sull'opera di questi maestri si innestò poi nel XIII secolo l'attività di Nicola Pisano, forse di formazione meridionale, che portò al completo rinnovamento della scultura toscana e italiana.

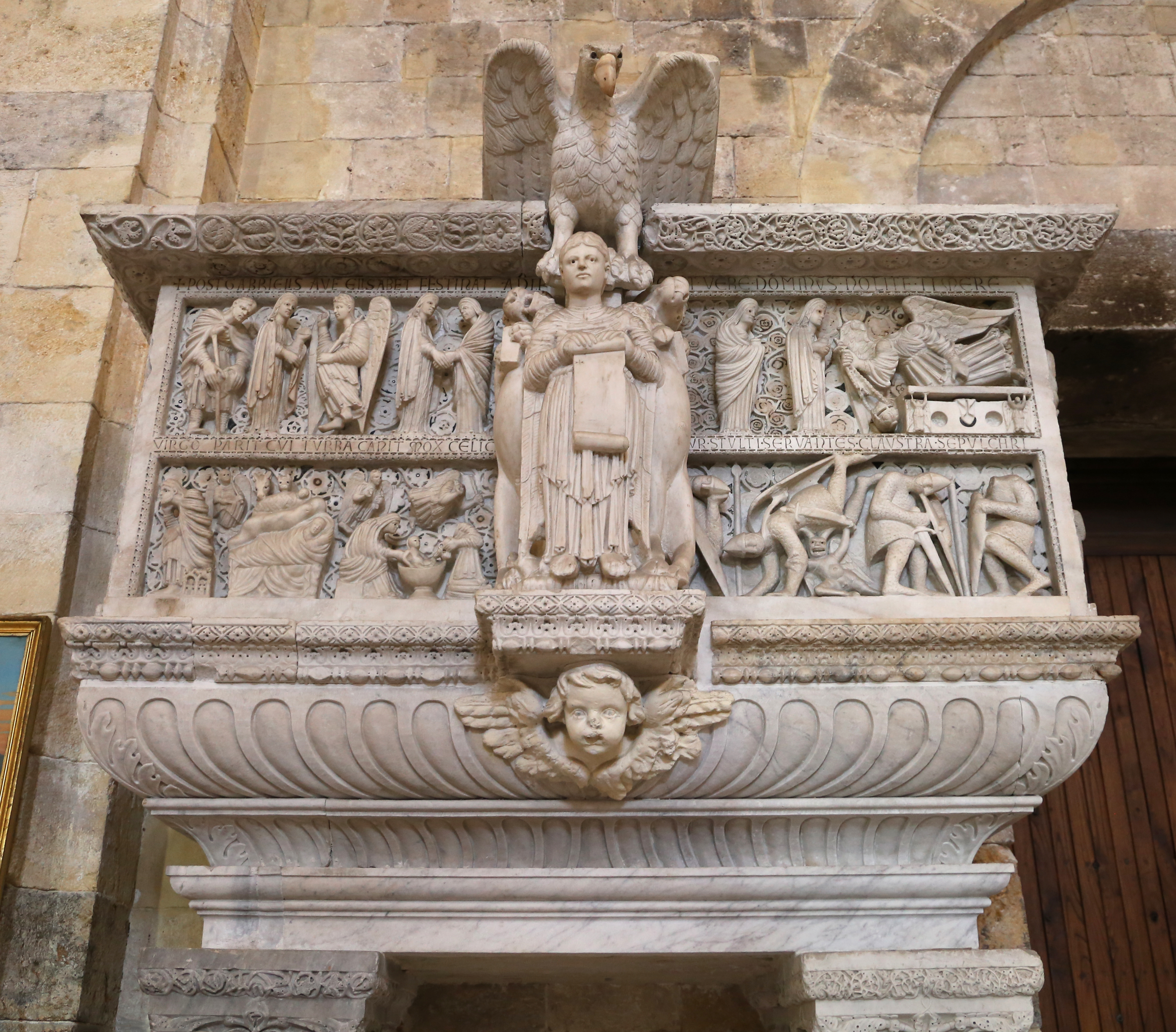
Il pulpito di Guglielmo nel Duomo di Cagliari (metà sinistra)
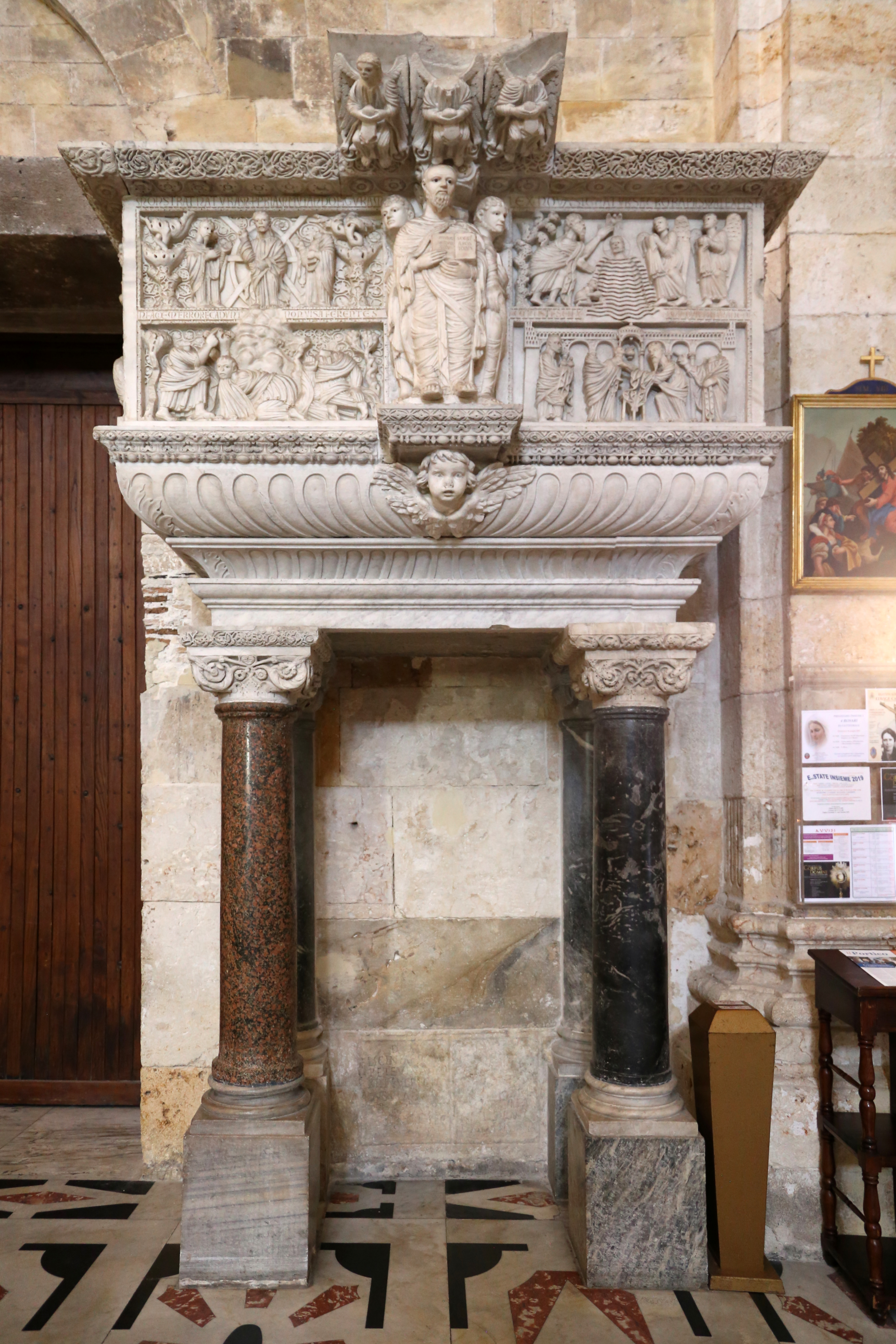
Il pulpito di Guglielmo nel Duomo di Cagliari (metà destra)
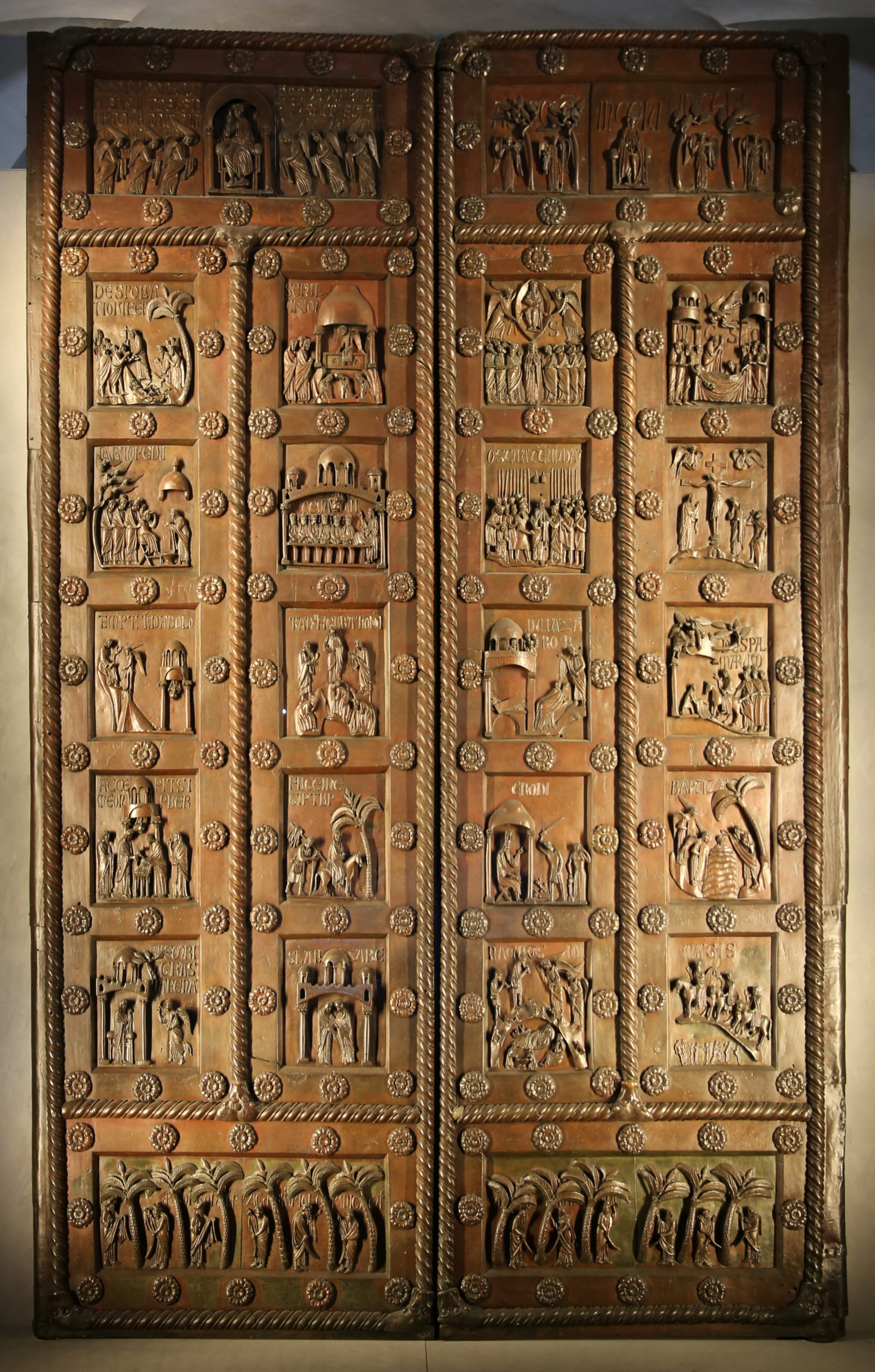
La Porta di San Ranieri di Bonanno, dal Duomo di Pisa